# Морские термины
В настоящий глоссарий не включены термины, применяемые для обозначения типов кораблей и судов, которые (за исключением многозначных терминов) вынесены в отдельный глоссарий морские термины (типы кораблей и судов).
| # А Б В Г Д Е Ё Ж З И К Л М Н О П Р С Т У Ф Х Ц Ч Ш Щ Э Ю Я |

## А
- Абгалды́рь — 1) металлический прут, один конец которого имеет форму крюка, а другой — кольцеобразной рукоятки; предназначен для растаскивания якорной цепи и правильной укладки её в цепной ящик; 2) гак с коротким отрезком троса (цепи) для растаскивания якорных и такелажных цепей (тросов); 3) снасть для растягивания по рею верхней шкаторины ундер-лиселя.
- Аванга́рд (от фр. avant — «впереди», garde — «страж») — часть войск или кораблей, выдвинутая в походе вперёд с целью не допустить внезапного нападения противника, обеспечить выгодные условия для развёртывания и вступления в бой, захватить выгодные рубежи.
- Авра́л (от англ. over all — «все наверх») — спешная (по специальному заданию или по тревоге) работа на судне всей командой[1].
- Авторулево́й — навигационный прибор для автоматического управления судном рулевым приводом и удержания судна на заданном курсе. Представляет собой основную часть системы автоматического регулирования курса судна.
- Адмиралте́йство — 1) в XVIII—XIX веках место постройки, вооружения и ремонта кораблей, где сосредоточены верфи, стапели, доки, мастерские и склады; 2) орган управления флотом.
- Адмира́льский час (адмиралте́йский час) — предобеденный перерыв в 11 часов, который объявляли ежедневно на флоте и в Адмиралтейств-коллегии для того, чтобы матросы и офицеры могли «выпить и закусить» перед обедом. Введён по распоряжению Петра I[1].
- Акро́столь — декоративная кормовая оконечность.
- Акусти́ческий размыка́тель — устройство, предназначенное для постановки оборудования на морское дно и возврата на поверхность после получения команды по акустическому каналу связи или по истечении заданного интервала времени.
- Алида́да — устаревшее название пеленгатора, устанавливаемого на компасе.[2]
- Ало́ — слово, оклик с судна или на судно, употребляемое на море при встрече с каким либо судном; оно значит: «Слушай!». Когда с опрашиваемого корабля будут отвечать тем же ало! тогда с первого корабля кричат в рупор: «откуда идешь?» и дождавшись ответа, продолжают вопросом, «куда? с чем?» и прочее[3]. У нас[кого?] впрочем более окликают именем судна, прибавляя на, например «На „Смоленске“!» «На „Воеводе“»! или просто: «На корабле!», «На бриге!». А оттуда отзываются: ало́ или есть, то есть слушаем[4].
- Амбразу́ра — отверстие в борту судна для орудий.
- А́минги — метки или деления, которые в форме шкалы помещают на фор- и ахтерштевнях, но преимущественно на последних, и показывают (в футах), как глубоко корабль сидит в воде[5].
- А́мфора — сосуд особой формы с остроконечным дном, зарываемым в песок в трюме корабля, для перевозки (оливкового масла, вина)[6].
  - Амфорный узел — особый узел для погрузки амфоры на корабль, позволяющий поднимать её, и при этом сохранить её цельность.
- А́напуть — несколько тросов, закреплённых в просверлённом крае марсовой площадки и проходящих через деревянный брусок с отверстиями — анапуть-блок. Нужен для того, чтобы избежать зацепления марселями за марсы. Устанавливали между передней кромкой марса и штагом[7].
- Анкеро́к (от нидерл. anker) —  бочонок. Входит в снабжение шлюпок и служит для хранения запасов пресной воды[1].
- Апане́р — положение каната перпендикулярное к воде, при выхаживании якоря, когда последний ещё не встал, то есть не отделился от грунта[1].
- Аппаре́ль — площадка для перемещения на борт и обратно перевозимых грузов; в этом значении также называют «рампой».
- А́псель (от нидерл. aap-zeil — «обезьяний парус») — косой треугольный парус, самый нижний из стакселей.
- Арте́ль — объединение матросов или солдат в русском флоте или армии в целях организации питания из общего котла за счёт положенных им на продовольствие денег. Хозяйством артели ведал артельщик, избираемый солдатами или матросами. Артельщика утверждал старший офицер корабля.
- Арьерга́рд (от фр. arriere — «задний») — тыловая часть соединения, групп или отрядов кораблей, следовавшая за главными силами флота и прикрывавшая их с тыла.
- Аутри́гер — малый дополнительный корпус, обычно расположенный на некотором расстоянии от борта основного корпуса судна или корабля. Применяются суда с одним аутригером (см. проа), а также с двумя аутригерами (см. трёхкорпусное судно).
- Ахтерлюк — люк, расположенный в кормовой части судна и ведущий в погреб для хранения провизии.
- Ахтерпик (от нидерл. achterpiek) — крайний кормовой отсек судна, заканчивающийся ахтерштевнем и используемый обычно как балластная цистерна.
- Ахтерто́в (от нидерл. achtertouw[8] — «задний канат», от achter — «задний», touw — «трос») — снасть.
- Ахтерште́вень (от нидерл. achtersteven, от achter — «задний», steven — «штевень, стояк») — брус, составляющий заднюю оконечность корабля; к нему подвешивают руль[1].
- Аэрорефрежирация — искусственное воздушное охлаждение корабельных помещений.

## Б
- Ба́бочка — способ расстановки косого парусного вооружения на судне для максимального использования силы попутного ветра.
- Бак (от нидерл. bakboord — «сторона, находящаяся за спиной рулевого»[9]) — надстройка в носовой части палубы, доходящая до форштевня. «Баком» раньше называли носовую часть верхней палубы (спереди фок-мачты). Служит для защиты верхней палубы от заливания встречной волной, повышения непотопляемости, размещения служебных помещений. Бак также обозначает посуду, употребляемую для приёма пищи команды на корабле[1].
- Баковая аристократия — собирательное прозвание привилегированной части корабельного унтер-офицерского состава (писарей, фельдшеров, баталёров) среди нижних чинов Русского императорского флота.
- Бакборт — левый борт. Устаревший термин. Назывался так потому, что рулевой (кормчий) при управлении судном на курсе стоял спиной к левому борту. (от нидерл. bak) — «зад, спина». Ср. штирборт.
- Ба́кен — плавучий знак, устанавливаемый на якоре для обозначения навигационных опасностей на пути следования судов или для ограждения фарватеров.
- Бакштаг — 1) одна из снастей стоячего такелажа, поддерживающих с боков рангоутные деревья, боканцы, шлюпбалки, стеньги, дымовые трубы. Бакштаги идут вбок и несколько назад (чаще именно множественное число); 2) курс судна относительно ветра — ветер дует с кормы и в борт (диаметральная плоскость судна образует с линией ветра угол больше 90° и меньше 180°). Делят на полный бакштаг (ближе к 180°), собственно бакштаг и крутой бакштаг (ближе к 90°)[1].
- Бакштов — трос, выпущенный за корму стоячего на якоре судна, для закрепления шлюпок, катеров и других мелких судов[1][10].
- Баластина — металлический слиток, используемый на судах в качестве балласта[11].
- Ба́ллер — ось вращения руля, скреплённая с пером руля.
- Баля́сина — точёный реёк, служащий ступенькой у штормтрапа.
- Ба́нка — 1) подводная банка (от нем. Bank или нидерл. bank) — мель в океане, глубина над которой значительно меньше окружающих глубин; 2) банка шлюпочная — на гребных судах поперечная перекладина, доска, служащая для сидения гребцов и пассажиров[1], а одновременно и поперечной связью для скрепления бортов, то же, что на судах бимсы[12][13].
- Банкет — возвышение или площадка у внутреннего борта над верхней палубой, большей частью из решётчатых люков[14].
- Ба́нник — деревянная цилиндрическая колодка со щёткой, насаженная на древко. Служит для очистки канала орудия от порохового нагара.
- Бараба́н шпи́ля — вращающаяся часть шпиля, служащая для выбирания якорной цепи или швартовного троса.
- Баркас — самая большая шлюпка, имеющая от 16 до 22 вёсел; могла быть оборудована и собственным двигателем[1].
- Бархо́ут — усиленный ряд досок наружной обшивки в районе ватерлинии.
- Баталёр — лицо, ведующее на военном судне продовольственным и вещевым снабжением[1].
- Батитермограф — гидрологический прибор для измерения температуры воды в приповерхностных слоях океана и оценки её распределения по глубине.
- Батокс — линия теоретического чертежа, показывает пересечение наружной обшивки судна плоскостью, параллельной диаметральной плоскости[15].
- Бато́метр — океанографический прибор для получения проб воды с заданной глубины.
- Бейдевинд — курс судна относительно ветра, ветер дует с носа и в борт (диаметральная плоскость судна образует с линией ветра угол меньше 90°). Делят на полный бейдевинд (ближе к 90°), собственно бейдевинд и крутой бейдевинд (ближе к 0°)[1].
- Бе́йфут — кусок троса, обшитый кожей, с помощью которого рей или гафель удерживают в обхват у мачты или стеньги. У нижних реев бейфуты бывают железными с вертлюгами[16].
- Бе́нзель — перевязка двух тросов тонким тросом или линём. Если делают толстым тросом, то называют «найтовом»[17].
- Берда — деревянная четырёхугольная рама с вертикально натянутыми линями или каболками. Берда употребляется при изготовлении матов.
- Бесе́дка — деревянная доска, подвешенная на гордене и служащая сидением при подъёме людей на мачты, трубы, а также при спуске за борт[18].

- Бесе́дочный у́зел на французском флоте — морской узел, в котором может сидеть матрос для работы за бортом парусника.

- Биза́нь — 1) косой парус, ставящийся на бизань-мачте, верхняя шкаторина которого шнуруется к гафелю, а нижняя растягивается по гику бизань-шкотом; 2) нижний прямой парус, ставящийся на бегин-рее бизань-мачты; 3) слово «бизань» прибавляют к названиям всех частей рангоута, такелажа и парусов, крепящихся на бизань-мачте[1]. Исключение составляет нижний рей, когда на бизани, кроме косого паруса, есть прямые паруса. Тогда рей называют «бегин-рей», а к деталям рангоута, находящимся выше марсовой площадки и на стеньгах, добавляют слово «крюйс».
- Биза́нь-ма́чта — третья мачта, считая с носа. На четырёх и более мачтовых судах всегда последняя, кормовая мачта. На так называемых «малых» («полуторамачтовых» судах [кеч, иол]) — вторая мачта от носа.
- Би́кгед — переборка в носовой части парусных судов, у которых бак не доходит до форштевня.
- Бимс (англ. beams, мн. ч. от beam — «бревно, балка, перекладина») — поперечная балка, связывающая бортовые ветви шпангоута и придающая судну поперечную прочность.
- Бинет — узкий парус, который в хорошую погоду пристёгивают к нижней части парусов для увеличения площади парусности[19].
- Би́тенг — деревянная или металлическая тумба на палубе корабля для крепления тросов.
- Битсы — деталь судового рангоута — деревянные планки на реях, гафелях и гиках, под которыми проходят снасти, служащие для растягивания парусов[20].
- Блинд[21] (бли́нда[22]) — парус, который ставили под бушпритом (наклонная носовая мачта). Привязывался к блинда-рею (блинда-рее). Позже блинда-рею заменили двумя блинда-гафелями, которые служат для увеличения угла между утлегарем и утлегарь-бакштагами.
- Бли́нда-га́фель (усы) — отводы, горизонтально укреплённые у нока бушприта для разноса стоячего такелажа (утлегарь и бом-утлегарь бакштагов).
- Бли́нда-фал — снасть, с помощью которой поднимался парус блинд. Блинда-фал основывался на два одношкивовых блока: один на середине блинда-рея, а другой у топа бушприта.
- Блоки — простейшие механизмы, служащие для подъёма тяжестей, а также для изменения направления хода тросов при их тяге[1].
- Блок со сви́тнем — блок, у которого строп оканчивается свитнем. Последний служит для подвязывания блока к какому-либо рангоутному дереву или снасти такелажа.
- Бло́кшив — корпус разоружённого судна, приспособленный для жилья, хранения запасов.
- Бо́канцы — короткие прямые железные или деревянные балки, укреплённые в борту судна и вынесенные за борт свободным концом, удерживаемые в этом положении особыми бакштагами[1]; на парусных судах служат для привода передней шкаторины прямого паруса к ветру[23]. «Боканцами» также называют прямые шлюпбалки, поставленные за кормой корабля для подъёма шлюпок[24].
- Бом — слово, прибавляемое ко всем парусам, снастям, рангоутным деревьям и такелажу, принадлежащим к бом-брам-стеньге.
- Бом-брам-сте́ньга — мачта, поднимаемая выше брам-стеньги[25].
- Боевое траление — метод уничтожения мин путём их подрыва, как правило, глубинными бомбами.
- Бом-утлегарь — рангоутное дерево, служащее продолжением утлегаря.
- Борт — бок, боковая стенка судна[1].
- Бо́цман (от нидерл. bootsmann) — старший из палубной команды судна[1]. В торговом и вообще гражданском флоте должность — приравнена к офицерской.
- Боцманма́т — старший унтер-офицер, исполняющий должность боцмана в его отсутствие.
- Бо́чка — плавучее приспособление в виде большого полого резервуара, закреплённого цепью за дно, служащее для швартования к нему кораблей, находящихся на рейде.
- Брага — канат, которым опоясывают судно при вытягивании на сушу и для буксирования на волнении[26].
- Бракета (англ. bracket) — плоские листы прямоугольной, треугольной или другой формы (кронштейны); служат для скрепления и подкрепления отдельных частей каркаса судна.
- Брам — слово, прибавляемое к названию всех парусов, такелажа и снастей, принадлежащих к брам-стеньге.
- Брам-бакшта́ги — снасти стоячего такелажа, поддерживающие с боков брам-стеньги.
- Брам-ги́нцы — маленькие тали, ввязываемые в брам-фал.
- Бра́мсель — прямой парус, ставящийся на брам-рее над марселем[1]. В зависимости от принадлежности к той или иной мачте он, соответственно, получает название: на фок-мачте — «фор-брамсель», на грот-мачте — «грот-брамсель» и на бизань-мачте — «крюйс-брамсель». На больших судах брамсели могут быть разрезными: верхний и нижний.
- Брам-сте́ньга — рангоутное дерево, служащее продолжением стеньги.
- Брам-фал — снасть бегучего такелажа брам-реев, с помощью которой поднимают и спускают брам-реи. Кроме того, им же поднимают реи над бом-салингом при постановке брамселей.
- Брандва́хта — 1) сторожевое судно, поставленное на якорь при входе на рейд, в гавань или канал[1]; 2) пост на берегу или на судне для наблюдения за пожарной безопасностью в районе порта; 3) несамоходное судно с жилыми помещениями, предназначенное для временного или постоянного размещения геологических партий, экипажей земснарядов, работников плавучих доков и мастерских, для проживания экипажей судов в межнавигационный или ремонтный период.
- Брандску́гель (от нем. Brand — «пожар», нем. Kugel — «ядро») — зажигательный снаряд гладкоствольной артиллерии. Состоял из пустотелого чугунного ядра с отверстиями, начинённого зажигательным составом. Применяли с середины XVIII — до второй половины XIX века[27].
- Браница — собранная из брёвен морская пристань, которая предназначалась для стоянки небольших судов.
- Брас — снасть бегучего такелажа, закрепляемая за нок рея и служащая для его поворота в горизонтальной плоскости[1]. На яхте «брасом» также может называться наветренный шкот спинакера.
- Брасопка (брасопить) — поворачивать с помощью брасов, настраивать положение паруса. Например, брасопить реи.
- Бра́шпиль — машина для подъёма якоря, в отличие от шпиля имеет горизонтальный вал[1].
- Брейд-вы́мпел — широкий короткий вымпел, поднимаемый на грот-мачте командирами соединений, дивизионов и командирами отрядов кораблей.
- Брестроп — род пояса (грунтов), на который упирается грудью матрос, когда он, наклонившись за борт, бросает лот[28].
- Брештук (от англ. breast — грудь, hook — крюк) на деревянных судах — толстый брус, обделанный в форме кницы и служащий для укрепления носовой части; на металлических судах его роль выполняют листы палуб, укреплённые угольниками к обшивке и шпангоутам и упирающиеся в форштевень[29].
- Бригади́р — военный чин, средний между полковником и генералом. В России был введён Петром I, упразднён императором Павлом I.
- Бридель — цепь мёртвого якоря в акватории портового рейда для постановки на него плавсредств без задействования их собственного якорного оснащения.
- Броса́тельный коне́ц — линь, имеющий на одном конце парусиновый, набитый песком и оплетённый сверху мешочек (грузик). С помощью бросательного конца подают на причал (или с причала на судно) швартовные тросы. В настоящее время обычно называют «вы́броской».
- Брочинг — резкие повороты (броски) яхты в наветренную сторону, не поддающиеся управлению.
- Брызга́с (брызга́сный) — плотник на корабле, специальность которого заколачивать болты, рамы и сверлить для них дыры и прочее[30], работник, исполняющий определённые ремонтные работы на судне[1][31]. Такая специальность получилась оттого, что сверление дыр на корабле, как на железном, так и на деревянном, требует осторожности, опыта и знания[30].
- Брюканец — рукав из плотной ткани (парусины, брезента), охватывающий мачту в районе палубы. Верхняя часть брюканца крепится к мачте бугелем или тросовым хомутом, нижняя прибивается к палубе. Назначение брюканца — не допустить попадания в трюм воды, стекающей по мачте во время дождя[32].
- Бу́гель — плоское металлическое кольцо, служащее для крепления к рангоутным деревьям частей такелажа.
- Бу́гель с о́бухами — стальное кольцо с приливами, имеющими отверстия, надетое (набитое) на мачту или рей для его укрепления оттяжками или для связи составных частей (мачты, рея).
- Бу́йреп — трос, закреплённый за якорь и снабжённый деревянным или металлическим поплавком (томбуем), который указывает местонахождение якоря на грунте[33].

- Бу́йрепный узел — узел для крепления буйрепа к якорю.

- Букси́р — буксирное судно, предназначенное для буксировки других судов. Также буксировочный трос, при помощи которого буксируют суда.[1]
- Буксиру́емая ми́на — тип минного оружия, имевший применение в конце XIX века. В отличие от мин заграждения (донные, якорные, плавающие) буксируемая мина являлась оружием активного нападения — она скрытно (в тёмное время суток) доставлялась до вражеского корабля с помощью малого судна (минный катер, миноноска), который, маневрируя, заводил её под корпус атакуемого корабля, и подрывалась с помощью электровзрывателя.
- Бу́линь — снасть, которой оттягивают наветренную боковую шкаторину нижнего прямого паруса. Булини бывают: грота-булинь, гротмарса-булинь, магерман (фор-марса-булинь), фокабулинь, крюйсельбулинь.

- Булиневый узел на английском флоте — часть снасти «булинь».

- Бульб (носовой бульб) (от фр. bulbe — «луковица») — выступающая чуть ниже ватерлинии часть носа судна, имеющая выпуклую эллипсоидную форму. Бульб изменяет направление потока воды по всему корпусу, уменьшая сопротивление, и, следовательно, способствует увеличению скорости, дальности плавания и экономии топлива. Носовой бульб на больших судах даёт выигрыш, как правило, от 12 до 15 % топливной эффективности по сравнению с аналогичными судами без них.
- Буртик — продольный брусок вдоль наружной стороны бортов лодки, предохраняющий их от трения о пристань[35][36][37].
- Бу́хта — трос, свёрнутый кругами или снасть, уложенная в круги[1]
- Бу́шприт — рангоутное дерево, укреплённое на носу судна в диаметральной плоскости горизонтально или под некоторым углом к горизонтальной плоскости[1]. K бушприту крепят стоячий такелаж стеньг передней мачты, а также такелаж косых парусов — кливеров.
- Бык-го́рдень — снасть бегучего такелажа судна, с помощью которой при уборке парусов нижняя шкаторина прямого паруса подтягивается к рею.

## В
- Ва́нтина — так обычно называют ванты у малых шлюпок, швертботов и яхт[38].
- Ва́нты (от нидерл. want) — снасти стоячего судового такелажа. Изготавливаются из стального или пенькового троса и служат для укрепления мачты, являясь оттяжками к борту[1].
- Вант-пу́тенсы — железные цепи или полосы, нижний конец которых крепится снаружи к борту судна, а верхний закладывается за нижние юферсы. Не путать с путенс-вантами.
- Ва́тер-бакшта́ги — снасти стоячего такелажа бушприта, раскрепляющие его в горизонтальной плоскости, идущие к обоим бортам судна.
- Ватерве́йс — толстые деревянные брусья палубного настила, идущие по бортам вдоль всего судна. Служат для продольного крепления судна и стока воды[1]. На современных судах водосточный жёлоб, идущий по верхней палубе вдоль бортов, по которому вода через шпигаты стекает за борт[39].
- Ва́тер-ву́линг — крепление бушприта с форштевнем. В старом парусном флоте делались тросовые или цепные. На современных парусных судах заменены железными бугелями и скобами.
- Ва́тер-зейль — старое название лиселя, ставившегося под гиком.
- Ватерли́ния (нидерл. waterlinie) — линия соприкосновения спокойной поверхности воды с корпусом плавающего судна.
- Ватершта́г (ватарштах[40]) (от нидерл. waaterstach[40]) — стоячий такелаж бушприта, удерживающий его снизу.
- Ва́хта (от нем. Wacht[41] — «стража») — дежурство, охрана.

- Собачья вахта (собака, собачка, от нидерл. hondenwacht) — послеполуночная вахта (00:00—04:00) в голландском (и от него — в петровском) флоте зовётся именно по аналогии с голландской сельской жизнью, когда после полуночи крестьяне спускали собак для охраны села.
- Platvoetwacht («плоскостопие») — вечерняя вахта (16:00—20:00) в голландском флоте, по аналогии с шаркающей походкой, когда после окончания светлого времени и окончания работ на корабле, можно было расслабиться.
- англ. Dogs — вечерняя вахта (16:00—20:00) в английском флоте, которую поделили пополам после мятежа, который был назначен на 18:30, так в английском флоте стало семь вахт. Эта вахта состоит из двух полувахт:

- First Dog — полувахта (16:00—18:00).
- Last Dog — полувахта (18:00—20:00).

- Величина́ измене́ния пе́ленга (ВИП) — значение изменения пеленга на цель за 1 минуту, выраженное в градусах. При изменении пеленга по часовой стрелке величина изменения пеленга считается положительной, а против — отрицательной. Используется при боевом маневрировании и боевой прокладке на манёвренном планшете.
- Ве́нзель (от нем. Wenzel — «плоская выемка для высадки в стене причала») — лодочная пристань.
- Верп — вспомогательный судовой якорь меньшей массы, чем становой, служащий для снятия судна с мели путём его завоза на шлюпках[1].
- Веретено́ я́коря — массивный стержень, к нижней части которого прикреплены рога адмиралтейского якоря или лапы втяжного.
- Верфь (от нидерл. werft) — место постройки и/или ремонта судов.
- Вестово́й — матрос, назначенный для услуг в кают-компании и офицерам[1].
- Ветер заходит — становится круче; ветер отходит — становится полнее[1].
- Ве́ха — шест на поплавке, поставленном на камне или балластине (вместо якоря) для указания фарватера или на месте утонувшего корабля[1].
- Взять ри́фы — уменьшить площадь паруса, свёртывая его снизу и подвязывая свёрнутую часть риф-штертами у косых и шлюпочных парусов; подбирая парус кверху и прихватывая его риф-сезнями к лееру к рее у прямых[46].
- Водоизмеще́ние — вес корабля в тоннах, то есть количество воды, вытесненной плавающим судном; характеристика размеров судна[1].
- Водяное небо — наблюдаемая в полярных морях тёмная окрашенность небесного свода и нижней границы облачности у горизонта над зонами чистой воды.
- Волнограф — гидрологический измерительный прибор для регистрации высоты морских волн и периодов между ними.
- Воро́нье гнездо́ — исторический термин, которым обозначался наблюдательный пост в виде открытой бочки, закреплённой над марсовой площадкой фок-мачты парусного судна.
- Ворса — старые снасти, распущенные на пряди и каболки[1].
- Вперёдсмотря́щий — опытный член корабельной команды, который находится на носу судна и подаёт сигналы на ходовой мостик.
- Всех (все) на верх! — команда, по которой вызываются люди наверх для работы[1].
- Ву́линг (от нидерл. woeling[47]) — крепление стыка брусьев с помощью оборотов каната.
- Выбира́ть слабину́ тро́са — обтягивать снасть настолько, чтобы она не провисала[11].
- Вы́бленки (через нем. Webeleinen, от нидерл. weeflijnen) — отрезки тонкого троса, ввязанные поперёк вант и выполняющие роль ступеней при подъёме по вантам на мачты и стеньги[1].

- Вы́бленочный у́зел (от нем. Webeleinenstek) — узел, которым крепят выбленку на серединных вантах.

- Вы́брать коне́ц — вытянуть конец (верёвки), поданный или брошенный на судно или на шлюпку[1].
- Вы́броска (броса́тельный коне́ц, проводни́к) — проводник (длиной 30—50 м) с грузом на одном конце, для подачи швартовых концов на другое судно или на причал вручную.
- Выгреба́ть — подвигаться с трудом на вёслах вперёд[1].
- Вы́йти на ве́тер — выйти на ту сторону, в которую дует ветер[1].
- Выкружка гребного вала — выгнутая листовая деталь внешней обшивки корабля, через которую проходит гребной вал судовой силовой установки.
- Вымбо́вка — деревянный рычаг, служащий для вращения шпиля вручную.
- Вы́мпел (от нидерл. wimpel) — длинный узкий флаг с косицами, поднимаемый на мачте военного корабля, находящегося в кампании[1].
- Вымораживание судна — способ обеспечения доступа к подводной части судовой обшивки в зимнее время для осуществления ремонта.
- Вы́мпельный ве́тер — горизонтальный воздушный поток над водной поверхностью, скорость и направление которого вычисляются в системе координат, связанной с движущимся судном.
- Вы́нтреп (от нидерл. windreep[48]) — стеньговый канат.
- Вы́стрел — горизонтально расположенное рангоутное дерево, подвешенное над водой перпендикулярно борту судна. Выстрел предназначен для крепления шлюпок, а также для посадки в шлюпки членов экипажа судна.
- Вытя́гиваться на рейд — выходить из гавани посредством завозов[1].

## Г
- Га́вань (гавон[40], гаван[40], гавень[40]) (от нидерл. haven[49]) — защищённое место в порту для стоянки, погрузки и выгрузки судов[1].
- Гак — стальной крюк, прикреплённый к концу тросов и цепей, служащий для подъёма шлюпок, груза и для буксировки.

- Гачный узел.

- Гакаборт — закруглённая часть кормовой оконечности судна.
- Галанка (галландка) — верхняя одежда матроса; род блузы из фланели или парусины[1].
- Гале́та — сухарь из ржаной или пшеничной муки, употреблявшийся на кораблях военного парусного флота и позже при отсутствии хлеба[1], а также в качестве составляющей сухого пайка.
- Галс — 1) курс судна относительно ветра; если ветер дует в правый борт, то говорят, что судно идёт правым галсом, если в левый борт, то левым галсом; 2) верёвка, удерживающая на должном месте нижний наветренный угол паруса[1].
- Галфвинд — (голл. halfwind — полветра) курс судна относительно ветра — ветер дует практически прямо в борт (диаметральная плоскость судна образует с линией ветра угол около 90°)[1].
- Гангдшпуг — ручной рычаг[1].
- Гарде́ль — снасть бегучего такелажа на судах с прямым парусным вооружением, служащая для подъёма нижних реев или гафелей.
- Га́фель (от нидерл. gaffel) — рангоутное дерево, подвешенное наклонно к мачте и упирающееся в неё сзади, к которому привязывались некоторые паруса.

- Гафельный узел.

- Галью́н — 1) площадка в виде балкона в носу парусного судна под носовым украшением[1]. Служила отхожим местом экипажа; 2) на современных судах так называют помещение, где команда может отправить естественные надобности, а также оборудование для удаления за борт продуктов жизнедеятельности.
- Галью́нщик — матрос, заведующий гальюнами[1].
- Га́ншпуг (ганшпаг[40]) (от нидерл. handspaak[50]) — спица, рукоять ворота, шпиля.
- Гардаман — вспомогательное средство парусного мастера — кожаная перчатка без пальцев, в которую у основания большого пальца вшита металлическая пластинка. При выполнении ручных работ с парусами служит напёрстком для проталкивания иглы через ткань или трос.
- Гарде́ль (карде́ль[40]) (от нидерл. kardeel[51]) — канат для подъёма паруса.
- Га́фель (от нидерл. gaffel[52]) — вид реи с вилообразным концом на бизань-мачте.
- Гельмпо́рт — отверстие в корме судна, через которое проходит баллер (ось) руля. Выше гельмпорта баллер руля проходит через гельмпортовую трубу[53].
- Ге́нуя — большой широкий стаксель со шкотовым углом, далеко заходящим за мачту.
- Гиг — длинная низкобортная и очень узкая шлюпка весьма лёгкой постройки, специально назначенная для быстрого хода под вёслами. Гиги бывают для одного, двух, четырёх и шести гребцов. На самых узких гигах уключины сделаны выносными за борт для удобства гребли[54].
- Гик — горизонтальное рангоутное дерево, прикреплённое к мачте на небольшой высоте над палубой и обращённое свободным концом к корме судна. К гику пришнуровывается нижняя шкаторина косого паруса.
- Ги́ка-топена́нт — снасти, накладывающиеся на конец гика и служащие для поддержания его в горизонтальном положении.
- Ги́ка-шкот — снасть бегучего такелажа; крепится за нок гика, служит для постановки гика с растянутым по нему парусом в положение, необходимое при различных курсах судна.
- Гини — тали, основанные между одним двушкивным блоком и другим трёхшкивным или (реже) между двумя трёхшкивными[55].
- Ги́нцы — небольшие тали, подвижный блок которых ввязан в какую-нибудь снасть.
- Гипереты — гребцы, матросы, вообще вся корабельная прислуга, в противоположность солдатам десанта[56].
- Гиростат — симметричный твёрдый ротор (волчок), удерживаемый на подшипниках в другом твёрдом теле, прибор со свободной осью, вращающейся с большой скоростью; обладает устойчивостью при разных положениях; применяется для замены магнитного компаса на самолётах и судах, для придания устойчивости судну (громадные гироскопы в трюме судов), вагонам, движущимся на одном рельсе.
- Гитовы — снасти летучего такелажа, служащие для уборки прямых парусов и триселей. Гитовы прямых парусов подтягивают к рею шкотовые углы паруса. Гитовы триселей подтягивают парус к гафелю и мачте. Взять на гитовы — подобрать парус гитовами[1].
- Гичка — лёгкая, узкая и длинная шлюпка с тупой кормой[1].
- Гла́вная па́луба — палуба, до которой доводят водонепроницаемые переборки, разделяющие корпус судна на отсеки; по главную палубу измеряют высоту надводного борта.
- Глубина интрюма — расстояние от внутренней обшивки у кильсона или от верхней поверхности деревянной обшивки двойного дна до верхней кромки бимса верхней палубы. Измеряется в середине судна.
- Гнать к ве́тру — идти бейдевинд, как можно круче[1].
- Гол (от голланд. hol — пустой) — старинное название корабельного или вообще судового остова без обшивки и оснастки[57].
- Голубница — небольшой вырез в нижней части судовых флоров для стока воды и наливных грузов во внутренних объёмах днищевой обшивки.
- Го́рдень — снасть, проходящая через неподвижный одношкивный блок, которой парус подтягивается к рею[1].
- Горлови́на — отверстие для доступа в такие места судна (трюмы, цистерны), куда приходится проникать только для осмотра, окраски или ремонта[58].
- Гребно́й флот (гале́рный флот, шхе́рный флот) — соединения боевых и вспомогательных судов, основным движителем которых были вёсла. Предназначался для действий в шхерных районах, лиманах. В состав гребного флота входили: галеры, скампавеи, бригантины, дубель-шлюпки. См. гребное судно.
- Грот — 1) общее название средней (самой высокой) мачты у парусных кораблей; 2) прямой парус, самый нижний на второй мачте от носа (грот-мачте), привязывается к грота-рею[1]; 3) слово, прибавляемое к наименованиям реев, парусов и такелажа, находящихся выше марса грот-мачты.
- Грот-ма́чта — вторая мачта, считая от носа корабля.
- Грузово́й разме́р — кривая, показывающая зависимость между средним углублением судна и его водоизмещением[59].
- Грунт — дно моря, реки, озёра, океана[1].
- Гукор (от нидерл. hoeker) — парусное двухмачтовое судно с широким носом и круглой кормой водоизмещением 60-200 тонн.
- Гюйс (от нидерл. geus) — носовой флаг судна[1]; в России: 1) красный флаг с синим Андреевским крестом, окаймлённый белыми полосами и с белым прямым поперечным крестом. Поднимается на флагштоке на бушприте (с 8 часов утра до вечерней зари) вместе с кормовым флагом, но только во время якорной стоянки; 2) большой синий воротник на форменке — матросской верхней суконной или полотняной рубахе[11].
- Гюйсшто́к — разновидность флагштока, стойка, на которой поднимается гюйс.

## Д
- Даглиск — левый становой якорь[1].
- Дво́йка — двухвёсельная малая шлюпка[1].
- Де́две́йт — полная грузоподъёмность судна, выражаемая в весовых метрических тоннах.
- Де́йдвуд — кормовая оконечность судна в подводной его части между ахтерштевнем и килем[11].
- Дек (от нидерл. dek[60]) — палуба. Термин применяется, как правило, к тем из палуб, на которых установлена артиллерия (двухдечный линейный корабль, трёхдечный).

«Деком» также называлась верхняя открытая палуба, которая делится на бак, шкафут, шканцы и ют.
Кроме того, «деками» назывались (сверху вниз):
«квартер-де́к» — верхняя открытая палуба для управления судном (шканцы);
«спарде́к» — верхняя лёгкая палуба, простиравшаяся от форштевня до ахтерштевня и располагавшаяся выше главной палубы; в настоящее время «спардеком» часто называют средние надстройки на судах;
«опер-дек» — верхняя батарейная палуба (палуба ниже баковых и кормовых надстроек);
«мидель-дек» — средняя батарейная палуба;
«гон-дек»;
«орлоп-дек» — палуба жилых и служебных помещений или «кубрик».
- Делать столько-то миль в час (в сутки) — проходить это число миль[1].
- Де́льные ве́щи — литые, кованые и другие части и детали оборудования судна. К дельным вещам относятся: кнехты, утки, погоны, киповые планки, винтовые талрепы, леерные стойки, иллюминаторы, тентовые стойки, крышки люков, рымы, клюзы.
- Дислока́ция — расположение войсковых частей в гарнизонах и на фронте.
- Ди́рик-фал — снасть бегучего такелажа, служащая для подъёма гафеля.
- Диффере́нт — разность углубления между носом и кормой; если разность в сторону углубления кормой, говорят, что судно имеет дифферент на корму; в противном случае судно имеет дифферент на нос.
- Док (от нидерл. dok[61]) — бассейн, вырытый в земле ниже уровня моря и сообщающийся с ним закрывающимися воротами. Служит для строительства и ремонта судов.

- Докерский узел.

- Драёк — инструмент для такелажных и парусных работ, представляющий собой небольшой цилиндрический кусок дерева с заострёнными концами, имеющий посередине кип (желобок) для штерта. Применяется как рычаг при накладывании бензелей на стальные тросы для выдрайки концов.
- Дра́йреп (дре́йреп[62]) (от нидерл. draaireep[63]) — снасть для подъёма марса-рея.
- Дра́йреп-блок — одношкивовые блоки, привязываемые к марса-рею, через который проходит драйреп.
- Дрег (дрек[62]) (от нидерл. dreg[64]) — маленький якорь.
- Дрейф (от нидерл. drijven[65] — «отклоняться от курса, дрейфовать») — отклонение движущегося судна от курса под влиянием ветра или течения; снос судна в сторону при стоянке на якоре[1].
- Дрейфоме́р — прибор, измеряющий угол между направлением истинного курса и линией пути при дрейфе судна. Действие дрейфомера основано на измерении разности давлений на правом и левом бортах судна (гидродинамический дрейфомер)[66].
- Дректо́в (дрегто́в[62]) (от нидерл. dregtouw[67]) — якорный канат шлюпочного якоря (дрека).

## Е
- «Ежегодник приливов» — специализированный справочник, издававшийся с 1909 года Гидрографическим управлением Морского ведомства Российской империи.

## Ж
- Жвака-галс — короткий отрезок якорной цепи, имеющий одинаковую с ней толщину. Одним концом жвака-галс прикрепляется к рыму внутри цепного ящика, к другому концу при помощи концевого звена крепится якорная цепь. Жвака-галс позволяет при необходимости быстро отдать якорную цепь.

## З
- Заво́з — чтобы протянуть судно вперёд, назад или в сторону, на шлюпку подают якорь или верп, к которому привязывают кабельтов; шлюпка, отойдя в желаемом направлении, бросает якорь. Говорится, что она сделала завоз. Тянуться на таких завозах, чтобы пройти вперёд без парусов, паров и вёсел, говорят «верповаться»[1].
- Загреба на языке северных поморов — тихая тёплая вёдренная погода[68].
- Загребной — гребец (или гребцы — загребные) действующие первыми от кормы вёслами[1].
- Задра́ить — крепко закрыть (люки, двери, иллюминаторы) с целью устранить возможность попадания воды[69].
- Задра́йка — специальное приспособление, предназначенное для водонепроницаемого задраивания судовых иллюминаторов, дверей, технических горловин, крышек люков.
- Закладная доска — традиционная металлическая пластина, которая в начале строительства размещается в основании какого-либо крупного сооружения: здания, судна.
- Закрепи́ть па́рус — обнести сезнями или концом после того, как парус взят на гитовы[1].
- Запеленгова́ть — определить направление по компа́су[1].
- Заприпайная полынья — свободная от плотного льда акватория, расположенная прямо у линии морского припая.
- Зарыва́ться — брать воду носом[1].
- Зюйдвестка — традиционный морской головной убор, входящий в комплект непромокаемого штормового костюма.

## И
- Иллюмина́тор (от лат. illuminator — осветитель) — застеклённое окно на судне. Имеет круглую или прямоугольную форму, глухое или открывающееся, с водонепроницаемыми крышками или без них. Служит для доступа в судовые помещения света и воздуха.
- Интрепель — холодное оружие вроде топора; употребляется при абордаже[1].
- Иол, йол — тип косого парусного вооружения, при котором бизань-мачта располагается в корме от головки руля. Также — небольшое (водоизмещением до 10 т) парусное двухмачтовое промысловое судно. В русском военно-морском флоте конца XVIII — начала XIX века имелись военные иолы, вооружённые 1-7 орудиями.
- Истинный ветер — морской термин, обозначающий горизонтальный поток атмосферного воздуха над водной поверхностью, направление и скорость которого измеряются относительно стационарных морских или наземных объектов.

## К
- Кабельга́т (кабалга́т[62], ка́балгат[62], кабауга́т[62]) (от нидерл. kabelgat[70]) — помещение под деком в носу корабля (как склад).
- Ка́бельтов (от нидерл. kabeltouw) — мера длины, равная одной десятой международной либо британской морской мили, то есть 185,2 или 185,3 м соответственно.
- Кабеста́н (фр. cabestan) — механизм для передвижения груза, состоящий из вертикально установленного вала, на который при вращении наматывается цепь или канат, прикреплённые другим концом к передвигаемому грузу, например якорю.
- Ка́болка (от нидерл. [71]) — самая тонкая составная часть растительного троса, скрученная из волокон конопли, агавы или других растений[1].
- Кабота́ж (фр. cabotage) — 1) судоходство между портами одной и той же страны; 2) (ист.) плавание от мыса к мысу, то есть прибрежное, совершаемое при помощи одних навигационных средств кораблевождения[1].
- Ка́дка:
  - Кадка марса-фальная — бухта марса-фала укладывается в кадку для того, чтобы эта важная снасть при отдаче была всегда чиста[1].
  - Кадка фитильная — кадка, в которую ставится ночник с фитилём[1].
- Калнор — диаметр канала орудия[1].
- Калышка — случайная петля на тросе, образующаяся при его чрезмерном закручивании.
- Ка́мбуз (нидерл. kombuis) — помещение на судне, служащее для приготовления пищи[1].
- Канони́р — рядовой артиллерист на парусном флоте.
- Ка́пер — в XV—XIX веках частное лицо, которое, с разрешения верховной власти воюющего государства, снаряжало за свой счёт судно для борьбы против морской торговли противника.
- Капита́н — командир военного корабля или шкипер коммерческого судна; флаг-капитан — штаб-офицер, состоящий при адмирале, командующем эскадрой[1].
- Карде́ль — снасть бегучего такелажа на судах с прямым парусным вооружением, служащая для подъёма нижних реев или гафелей.
- Карлингс — морской термин, обозначающий один из продольных элементов судового набора.
- Каррона́да — короткая чугунная пушка.
- Карте́чь — артиллерийский снаряд ближнего действия для поражения живой силы противника на расстоянии до 300 м. В Х—XX веках — снаряд, состоявший из цилиндрического корпуса, заполненного круглыми пулями. При выстреле пули разрывали корпус снаряда и снопом разлетались из ствола орудия.
- Карту́шка — подвижный диск (или кольцо) в компа́се с равномерно нанесёнными делениями градусной или румбовой системы[1].
- Катастрома — историческое название специальной платформы над палубой на древних гребных боевых кораблях (триремах).
- Ка́чка — колебание корабля на волнении (если судно качается с боку на бок, то говорят, что оно имеет «боковую (бортовую) качку»; колебание судна вдоль киля называют «килевой качкой»)[1].
- Каю́та (нидерл. kajuit) — отдельное помещение на судне для жилья; каюта капитана, механика.
- Каю́т-компа́ния — столовая и место отдыха командного состава корабля[1].
- Квартирмейстер (квартир-мейстер) — младший унтер-офицер во флоте.
- Кейпроллер — разновидность одиночных, аномально крупных морских волн высотой до 15—20 метров, которые выделяются крутизной своего переднего фронта и пологой ложбиной.
- Килевание — 1) наклон судна на бок настолько, чтобы киль вышел из воды (для ремонта, очистки или покраски подводной части судна) (см. также кренгование); 2) наказание в виде протягивания наказуемого под днищем судна.
- Килеватость — величина, которая определяется подъёмом судового днища от киля к бортам.
- Киль — основная продольная связь корабля, располагаемая по всей его длине в нижней части по диаметральной плоскости[1]. На деревянных судах киль состоит из выступающего наружу бруса, к которому прикрепляются шпангоуты; на металлических киль делают из вертикально поставленных листов, скрепляемых полосами углового железа с листами, положенными горизонтально.
- Киль-бло́ки киль-бло́к — 2 подставки из дерева, вырезанные по форме днища шлюпки. На них устанавливают шлюпки.
- Кильва́тер — струя, остающаяся за двищущимся судном, когда оно идёт. Строй, когда суда следуют друг за другом называют «кильватерным»[1].
- Кильсон — продольная связь на судах с одинарным дном, соединяющая днищевые части шпангоутов. В зависимости от своего расположения по ширине судна различают средние, боковые и скуловые кильсоны. На деревянных судах «кильсоном» называют продольный брус, накладываемый поверх шпангоутов и обеспечивающий не только увеличение продольной крепости, но и связь между шпангоутами[72].
- Кингсто́н (от англ. kingston valve — «заборный клапан») — отверстие с клапаном в наружной обшивке подводной части судна для приёма или удаления воды.
- Кип — жёлоб на щеках, юферсах и шкивах блоков, направляющий трос, а также отверстие в киповой планке, служащее для проводки троса.
- Киповая планка — используется как швартовый или буксирный полуклюз в тех местах, где нет фальшборта. Для уменьшения трения тросов на киповой планке устанавливается вертикальный вращающийся роульс.
- Класть руля — ворочать руль[1].
- Клева́нт — 1) Конусообразный кусок твёрдого дерева, вставляемого в узел, чтобы последний не затягивался. 2) Небольшой деревянный брусочек цилиндрической формы с круглой выточкой (кипом) посередине. Употребляется для соединения флагов с фалами, на которых они поднимаются.
- Клетень — слой шкимушгара, тонкого линя или проволоки, накладываемый вокруг троса, против его спуска, с помощью полумушкеля.
- Клетки (судостроение) — это один из типов опор, применяемых для постановки судна в док на стапель, применяются вместе с кильблоками. Клетки устанавливают прежде всего в местах пересечения главных поперечных переборок с продольными переборками или днищевыми стрингерами, то есть в районах жёстких связей. Верхнюю часть клетки (подушку) обрабатывают и подгоняют по шаблонам (в соответствии с обводами судна) с учётом толщины обшивки судна и её конструктивных особенностей. Клетки состоят из тех же элементов, что и кильблоки.
- Клетки (судно) — это пространство внутри двойного дна судна, ограниченное шпангоутами, стрингерами, наружной и внутренней обшивкой судна.
- Клетнева́ние — особый вид такелажной работы, заключающийся в следующем — на тренцованный и насмолённый трос кладут клетневину по спуску троса так, чтобы каждый её шаг перекрывал следующий. Покрыв, таким образом, весь трос клетневиной и укрепив её концы, приступают к наложению клетня (шкимушгар, тонкий линь или проволока) вокруг троса, против его спуска, с помощью полумушкеля.
- Клетневина — старая парусина, нарезанная длинными узкими полосами, накладывается под трос на клетень.
- Кли́вер — косой треугольный парус, ставящийся впереди фок-мачты[1]. Отличие кливера от стакселя в том, что нижняя шкаторина кливера не находится над палубой (у стакселя нижняя шкаторина всегда находится над палубой).
- Клинкет (от нидерл. klinket — «заслонка») — 1) разновидность клапана в судовых системах и трубопроводах в виде клиновидной задвижки, перемещаемой по притёртой поверхности гнезда; 2) Разновидность глубинного гидротехнического затвора.
- Кли́ренс — один из нескольких размеров, определяющих взаимное расположение корпусов многокорпусного судна или корабля. Вертикальный клиренс — это расстояние между днищем соединяющей корпуса конструкции и расчётной ватерлинией. Поперечный клиренс — это расстояние между диаметральными плоскостями составляющих судно корпусов. Продольный клиренс — расстояние между мидель-шпангоутами или носовыми перпендикулярами трёхкорпусного судна или катамарана со сдвигом корпусов.
- Кло́тик — деревянный выточенный шарообразный наконечник, надеваемый на топ мачты или флагштока[1]. Прикрывает торец мачты от влаги. Имеет несколько шкивов или кипов для фалов.
- Клюз — отверстие в борту для якорной цепи.
- Кне́хты (устар. кне́ки; от нидерл. knecht) — парные металлические тумбы, отлитые вместе с основанием — плитой (на деревянных судах были деревянные). Кнехты устанавливаются на палубе в носовой, кормовой части и бортов судна и служат для закрепления тросов при швартовке[1].
- Книга сигнальная — справочник, в котором в алфавитном порядке помещены все необходимые для переговоров выражения, а также комбинация букв, по которой производится сигнал или номер для сигналов в условиях плохой видимости (темнота, туман)[1].
- Кни́ппель — снаряд, употреблявшийся для повреждения рангоута и такелажа парусных кораблей противника. Состоял из двух ядер или полуядер, соединённых между собой железным стержнем или цепью (цепно́й кни́ппель, цепны́е я́дра). Книппели оказались малоэффективными и быстро вышли из употребления.
- Кни́ца — деталь, соединяющая бимсы со шпангоутами.
- Кноп (кноб) — узел в виде утолщения на конце троса для удержания или закрепления его коренного конца.
- Княвдигед — у старинных парусных судов выдающаяся вперёд верхняя часть водореза. Верхняя часть княвдигеда украшалась резной фигурой.
- Койка — постель для матросов. «койки на верх!» — команда, согласно которой скатанные койки выносятся наверх для укладки их на место, в коечные сетки[1].
  - Коечный штык — узел, которым на кораблях привязывали койки к бимсам.
- Кок (нидерл. kok) — повар на судне[1].
- Кокпит — открытый, заглублённый объём (пространство) для рулевого и пассажиров в кормовой части палубы на яхтах, парусных швертботах, паровых и моторных катерах; на парусных судах — кормовая часть самой нижней палубы.
- Колдершток — рычаг для облегчения поворота румпеля, до изобретения штурвала поворачивался вручную рулевым, после изобретения штурвала этот рычаг стали тянуть штуртросы соединённые с колесом штурвала.
- Колдунчик — флюгарка из перьев на штоке, который ставится на наветренной стороне мостика; по этой флюгарке определяют направление ветра (способ устаревший и неточный, потому что флюгарка увлекается ходом судна и не показывает верного направления ветра)[1].
- Колоб — прибрежный участок морской поверхности, которая плотно заполнена ледяными массами и на которой во время отливов не возникает периодических разводий или разрежений.
- Колокол водолазный — аппарат, имеющий форму колокола и открытый снизу, служит для спуска под воду[1].
- Колы́шка — 1) спонтанно образующиеся петли при вытягивании жёсткого троса из бухты; 2) намеренно сделанная для каких-либо целей петля на тросе как элемент завязывания многих узлов; 3) вид узла для укорачивания снасти (см. колы́шка (бара́нья нога́).
- Комендор орудия — номер, распоряжающийся действием орудия; он наводит артиллерийское орудие на цель и производит выстрел[1].
- Ко́мингс — вертикальные стальные листы или деревянные брусья, ограждающие грузовые, световые и сходные люки от попадания воды внутрь помещений. Все двери на судне также имеют комингс высотой от 50 до 300 мм.
- Комисса́р — чиновник на корабле, заведовавший провизией; состоял под ведением ревизора (в XX веке должность упразднена)[1].
- Компа́с (нидерл. kompass) — основной мореходный инструмент, показывает направление сторон света и направление, по которому идёт судно[1].
- Кондуктор — название воспитанника высшего класса технического училища морского ведомства[1].
- Коне́ц (концы́) — название любой верёвки или троса на флоте[73]:

- Коренно́й коне́ц.
- Ходово́й коне́ц.
- Шварто́вый коне́ц.
- Букси́рный коне́ц.
- Я́корный коне́ц.
- Броса́тельный коне́ц.

- Констапельская каюта — каюта для проживания офицеров и хранения огнестрельного оружия мелкого калибра. Также в ней могли хранить съестные припасы.
- Контр-биза́нь — косой парус, ставящийся на бизань-мачте, верхняя шкаторина которого шнуруется к гафелю, а нижняя растягивается по гику. Термин «контр-бизань» применяется к этому парусу только в случае наличия на бизань-мачте нижнего прямого паруса, устанавливаемого на бегин-рее (см. бизань). Если такого паруса нет, термин «контр-бизань» не используется. В художественной (преимущественно) литературе (как пример — Жюль Верн, «Дети капитана Гранта») этот термин часто неправильно применяется к аналогичному по виду и выполняемым функциям грота-триселю брига.
- Контр-брас — снасть, закрепляемая на ноке рея, служащая для разворота его в горизонтальной плоскости и заведённая вперёд относительно управляемого ею рея[1]. Действие обратно брасу.
- Контрзатопление (англ. counterflood[74]) — в теории непотопляемости и борьбе за живучесть — устранение крена и дифферента судна путём затопления отсеков, симметричных с повреждёнными.
- Контрфо́рс — поперечная распорка звена якорной цепи калибром свыше 15 мм. Уменьшает деформацию звена под нагрузкой, повышает прочность звена (примерно на 20%).
- Коордонат — уклонение эскадры или отдельного корабля в сторону от прежнего курса с целью избежать опасности или приблизиться к чему-нибудь; делают в обе стороны — вправо и влево[75].
- Корабе́льная архитекту́ра — 1) научная дисциплина, изучающая общее устройство корабля;[76] 2) совокупность основных конструктивных элементов корабля (судна), определяющая его внешний вид и конструкцию.
- Корвет — трёхмачтовое военное судно с открытой батареей[1].
- Кордебата́лия (фр. corps — «главная», bataile — «сражение») — центральная (средняя) часть боевого строя эскадры, следующей в кильватерной колонне или 1-я дивизия.
- Коренно́й коне́ц — морское название закреплённого или нагруженного конца троса[1].
- Корма́ — задняя оконечность судна[1].
- Кормовой подзор судна — наклонная часть кормовой оконечности корпуса судна, выступающая за ахтерштевень.
- Корсары — частные лица, действующие на хорошо вооружённых лёгких судах против торгового судоходства с целью разбоя[1].
- Котидальная линия — изолиния на котидальной карте поверхности Мирового океана, образованная геометрическим местом точек с одинаковыми фазами прилива.
- Ко́уш — металлическое кольцо, имеющее на наружной своей поверхности желобок соответствующей толщины для троса.
- Кофель-нагель — деревянный или металлический стержень с рукоятью на верхнем конце, вставляемый в гнездо кофель-планки для завёртывания на него снастей бегучего такелажа.
- Кофель-планка — деревянный или металлический брус с отверстиями для кофель-нагелей, прикреплённый горизонтально на палубу у мачт и у внутренней части борта.
- Кофферда́м — (от голл. kofferdam), узкий непроницаемый отсек, разделяющий соседние помещения на судне. Препятствует проникновению выделяемых нефтепродуктами газов из одного помещения в другое. Коффердамы изолируют, например, жилые помещения от цистерн для жидкого топлива. На танкерах грузовые цистерны отделены коффердамами от носовых помещений и от машинного отделения. При перевозке грузов с низкой температурой вспышки коффердамы заполняют водой. Скапливающиеся в коффердаме газы удаляются через вентиляционную систему. На военных кораблях устаревших конструкций «коффердамом» называют водонепроницаемые отсеки, расположенные вдоль бортов, не защищённых бронёй; служили для предохранения от проникновения воды внутрь корабля при подводных пробоинах.
- Кочега́рка (кочега́рня) — отсек, где расположены топки паровых котлов и где производится загрузка их топливом[1].
- Ко́шка — маленький шлюпочный якорь. Применяется для траления (поиска утопленных снастей и других предметов).
- Крамбол — толстый короткий брус в виде консоли, выходящий за борт и поддерживаемый снизу кницею, называемой «сапортусом». Применялись в парусном флоте на деревянных судах для подтягивания к борту якорей[1]. Также, в сочетании с указанием борта, указание на положение объекта относительно корабля, по носу, то есть «левый» и «правый крамболы» соответствуют «слева спереди» и «справа спереди».
- Кра́нец — приспособление временное или постоянное, служащее для предохранения борта судна от ударов и трения о причал или другое судно. В качестве кранца используют деревянные брусья, парусиновые или плетёные из троса мешки, набитые крошеной пробкой, пеньковыми или синтетическими отходами (редко песком), цилиндрические резиновые баллоны (иногда надувные — пневмокранцы). В настоящее время часто используются старые автомобильные покрышки.
- Кранец первых выстрелов[источник не указан 1208 дней] — герметичный ящик на палубе корабля вблизи артиллерийского орудия, в котором хранится некоторое количество унитарных патронов для первых выстрелов до подачи боеприпасов из погреба боеприпасов.
- Кранцевая доска — доска, подвешенная с борта судна (корабля) между причалом и кранцами[77].
- Краспица — поперечный элемент рамы салинга на судах с прямыми парусами и составными мачтами. На яхтах — распорка между мачтой и снастями стоячего такелажа (ромбвантами, топвантами и тому подобным), позволяющая получить угол, необходимый для обеспечения опорной реакции вант при высокой мачте. Позволяет повысить жёсткость мачты в поперечной плоскости.
- Крейси́рование (крейсерство) — несение дозорной службы в определённом районе моря[1].
- Крен — наклон судна на бок[1].
- Кре́нгельс — кольцо, свитое из прядей троса. Кренгельсы заменяют стропы у блоков, на парусных судах, вделываются в шкаторины парусов для ввязывания шпрюйтов, накладываются на брам-стеньги под брам-такелаж[78]. Заменял собою кранцы на гребных судах и прочее[78].
- Кренгование — наклон судна на борт (для проведения работ на подводной части судна) без выхода киля из воды (см. также килевание).
- Крепи́ть паруса́ — завёртывать их или свёртывать по реям, мачтам, когда они были распущены, то есть поставлены или отданы[1].
- Кринолин — площадка, где размещались гребцы.
- Крова́вый у́зел — узел, завязываемый на линьке для казни на английском флоте.
- Крыж — поперечные шлаги (петли) на соединениях тросов (бензелях) или рангоутных деревьев (найтовах), которые предотвращают расползание бензелей и найтовов по вертикали[73].
- Крюйс — слово, обозначающее, что части рангоута, такелажа и паруса, перед названием которых оно стоит, принадлежат к бизань-мачте выше её марса.
- Крюйс-ре́й — второй снизу рей на бизань-мачте. К нему привязывается обычно прямой парус, называемый крюйселем.
- Крюйт-камера (нидерл. kruit-kamer) — пороховой погреб на корабле[1].
- «Крюк!» — приготовительная команда на шлюпке (перед командой «шабаш!»), по которой боковые кладут вёсла, берут крюки и становятся во весь рост на своих местах. На четвёрках, шестёрках, гичках, вельботах-двойках и тузах этой команды нет[1].
- Ку́брик — 1) жилое помещение для команды[1]; 2) название одной из палуб парусного военного корабля, на которой жила команда.
- Кумпа́нство — товарищество, добровольно составленное из землевладельцев для выполнения повинности постройки кораблей.
- Курс — путь, по которому идёт корабль; проложить курс — определить по карте направление, по которому надо идти[1].

## Л
- Лави́ровать — идти по ломаной линии, ложась то на правый, то на левый галс бейдевинда[1].
- Лаг — прибор ручной или механический для измерения скорости хода судна[1].
- Ласт — мера вместимости судов, применявшаяся до конца XIX века. Один ласт равнялся 2 регистровым тоннам, то есть 200 фут³ или 5,66 м³[79][80].
- Лати́нское вооруже́ние — треугольные паруса, которые пришнуровывались своей верхней шкаториной к длинному составному рейку, подымавшемуся наклонно, то есть задний угол был высоко поднят, а передний опущен почти к палубе. Это один из древнейших видов парусного вооружения, дошедший до наших дней почти без изменений.
- Левентик — курс судна относительно ветра, ветер дует прямо в нос. Парусное судно таким курсом идти не может. На парусниках этот курс используется для остановки судна (привести судно к ветру).
- Лёгость — 1) небольшой мешочек, сплетённый из шнура, размером с кулак, наполненный песком. Служит грузом у бросательного конца для его подачи; 2) в торговом флоте этим термином обозначают бросательный конец.
- Ле́ер (мн. ч. леера́) — металлический прут или туго натянутый растительный или стальной трос, используемый для привязывания парусов, стягивания тентов, сушки белья. «Леерами» также называются укреплённые на стойках тросы, заменяющие фальшборт судна, и тросы, натягиваемые для предотвращения падения людей за борт во время шторма[1].
- Ликтро́с — мягкий трос, которым обшивают кромки парусов.
- Линёк — короткая верёвка, с палец толщиной, с узлом на конце, для телесного наказания матросов.
- Линия баталии — боевой порядок парусных кораблей, построенных в колонну для артиллерийского боя.
- Линь — тонкий растительный трос диаметром от 3,8 до 11,2 миллиметра, свиваемый из каболок[1]. Для сигнальных фалов и для лаглиней употребляются плетёные лини.
- Ли́сели (ед. ч. ли́сель, от нидерл.  lijzeil[62]) — дополнительные прямоугольные[81] или в форме трапеций паруса, которые ставили со внешних сторон прямых парусов на лисель-спиртах[73].

- Лисельный узел.
- Лисель-галсовый узел.

- Ли́сель-реёк — реёк, к которому пришнуровывается лисель.
- Лисель-спирты — тонкие рангоутные деревья на фока- и грота-реях и на фор- и грот-марса-реях, служащие для постановки лиселей.
- Лонг-са́линг — два деревянных продольных бруса, прикреплённых к нижней части топа мачты или стеньги и связанных между собой краспицами и чиксами. Служат основой марса или салинга.
- Лопарь — трос, основанный между блоками или юферсами.
- Лот (от нидерл. lood) — свинцовый груз или просто груз, служащий для измерения глубины; лотовый — человек, который бросает лот[1].
- Лотлинь — специальная верёвка (линь), на которой подвешивается груз (лот) для измерения глубины[1].
- Лоцдистанция — устаревшее название гидрографических подразделений советского флота, которые существовали в 1930-х годах. В настоящее время их функции возложены на участковые и районные отделы гидрографической службы.
- Ло́ция — описание морского водоёма и руководство для плавания[1].
- Ло́цман (от нидерл. loodsman) — лицо, измеряющее лотом глубины и потому знающее характер побережья[1]. Проводит суда в порты через каналы, по шхерам, в других местах, где требуется хорошее знание побережья, проходов, течений, фарватера.
- Лья́ло — водосток в нижней части трюма на стальных судах, образованный крайним междудонным листом и наружной обшивкой.
- Лья́льные во́ды — воды, образующиеся при отпотевании внутренней поверхности бортов, просачивающиеся через швы наружной обшивки.
- Лю́верс (лю́ферс[82]) (от мн. ч. нидерл. leuvers[83]) — круглое, обмётанное ниткой или отделанное медным кольцом отверстие в парусе, тенте.
- Лю́гер (от нем. Lugger[84]) — двух- или трёхмачтовое каботажное судно.

## М
- Магерма́н (от нидерл. magerman[85]) — часть судового такелажа.
- Магази́н — плавучий склад.
- Мани́льский трос — трос, изготовленный из волокна листьев абака — прядильного банана.
- Мантыль — кусок троса, имеющий на одном из своих концов свитень, на другом — коуш. По мантылю ходит одношкивовый блок, имеющий длинный строп. С помощью мантыля тянут стоячий такелаж. Для этой цели закладывают его свитинем на ванту (выше комля), в строп блока закладывают талреп, а в коуш — гак сей-талей.
- Ма́рка — несколько плотно наложенных один к другому шлагов каболки на конце троса для предотвращения его расплетания.
- Марс (ма́рсовая площа́дка) — площадка на топе составной мачты, прикреплённая к лонга-салингам и краспицам. На парусных судах служит для разноса стень-вант и местом для некоторых работ при постановке и уборке парусов. На марсах военных кораблей устанавливались дальномеры и малокалиберные орудия.
- Ма́рса-ги́товы — одна из снастей бегучего такелажа, с помощью которой убирают марсели.
- Марса-драйреп — снасть бегущего такелажа марса-реев. На марса-драй-репах и марса-фалах подвешен своей серединой марса-рей, когда марсель закреплён.
- Ма́рса-рей — рей, к которому привязывается марсель. Второй снизу рей на мачте.
- Ма́рса-фал — снасть, которой поднимается марсель[1].
- Ма́рсель — прямой парус, ставящийся на марса-рее над нижним парусом[1]. В зависимости от принадлежности к той или иной мачте он соответственно получает названия: на фок-мачте — «фор-марсель», на грот-мачте — «грот-марсель» и на бизань-мачте — «крюйс-марсель». На больших судах марсели могут быть разрезными: верхний и нижний.
- Мартин-гик — рангоутное дерево, укреплённое вертикально под бушпритом своим ноком вниз. Служит для разноса снастей стоячего такелажа — утлегарь- и бом-утлегарь-штагов.
- Мат — ковёр, сделанный из шкимушек.
- Мателот — соседний корабль в строю. Может быть передним, задним, левым или правым.
- Матрос (от нидерл. matroos) — лицо из состава верхней команды на судне.
- Ма́чта — вертикальное рангоутное дерево[1]. Мачты используются для установки парусов, грузовых стрел, приборов сигнализации и связи, для подъёма флажных сигналов.
  - Мачтовый штык — особый узел для крепления к мачте.
- Ма́шка — приспособление в виде ящика, с нижней стороны плотно подбитого щётками и загруженного внутри кирпичами или подобными тяжестями для лучшего прижима, используемое для натирания палубы (пола), путём протаскивания за имеющиеся с одного конца верёвки, преимущественно использовавшееся в процессе наведения порядка в учебных и жилых помещениях морских учебных заведений закрытого типа.
- Маштмакер — производственный работник кораблестроительной промышленности, который занимался выпуском и контролем качества производимых мачт. Существовал как мастеровая должность на русских судостроительных предприятиях времён парусного мореплавания[86].
- Мёртвый я́корь — якорь или другой груз, положенный на каком-либо месте с поплавком или бочкой. За последнюю привязываются суда, то есть становятся на мёртвый якорь[1].
- Мёртвый штиль — такое состояние погоды, при котором вода представляет совершенно ровную, гладкую поверхность[1].
- Ми́ля морска́я — морская единица длины, применяемая для измерений на море, равная 1852 м.
- Минная банка — элемент минного заграждения, состоящий из нескольких мин, поставленных кучно.
- Минная линия — элемент минного заграждения, состоящий из нескольких морских мин, поставленных линейно.
- Минная полоса — элемент минного заграждения, состоящий из нескольких морских мин, поставленных случайным образом с движущегося носителя.
- Минное заграждение — сочетание мин и средств их защиты, выставляемых для стеснения условий плавания кораблей противника на фарватерах, в узкостях и на морских путях сообщения.
- Минный защитник — устройство для защиты морских якорных мин от вытравливания контактными корабельными тралами.
- Минреп — стальной, пеньковый или капроновый трос или цепь для крепления якорной морской мины к якорю и удержания её на определённом расстоянии от поверхности воды.
- Мину́та молча́ния — специально назначенные трёхминутные временные интервалы в течение каждого часа для передачи радиосигналов тревоги, бедствия, безопасности или срочности на определённых частотах.
- Морская держава, Великая морская держава — государство входящее в топ-10 военно-морских флотов, при условии, что оно способно проецировать свою силу на море, защищать свои морские интересы и контролировать морские пути.
- Морская дудка — ручной особый свисток для звуковых сигналов, которыми на корабле предварялись устные распоряжения вахтовых и дежурных служб.
- Морская сажень (см. сажень) — 6 футов (1,83 м).
- Мортира — орудие крупного калибра для навесной стрельбы.
- Мо́стик — на судах устраиваются мостики между кожухами или бортами для командира, старшего офицера и вахтенных начальников[1].
- Му́синг — кноп, сделанный не на конце снасти, а в середине.
- Му́шкель — деревянный молоток, применяемый при такелажных работах[73].

## Н
- Набо́р су́дна — каркас, скелет корпуса судна, состоящий из продольных и поперечных связей[87].
- «Навали́сь!» — команда гребцам на шлюпке грести сильнее[1].
- Навал — аварийный контакт судна с другим судном или причальным сооружением, связанный с потерей штурманом (рулевым) контроля над судном по причине человеческого или природного фактора и сопровождающийся не критическим повреждением поверхности корпуса или надстройки судна.
- Наве́тренная сторона́ — сторона объекта, обращённая по направлению, откуда дует ветер.
- На́гель — деревянный гвоздь.
- Надстро́йка — закрытое сооружение на верхней палубе судна, расположенное от борта до борта.
- Найто́в (от нидерл. naaitouw[88]) — крепление, канат, с помощью которого прикрепляется к палубе шлюпка, снасть для крепежа судового оборудования, деталей (в том числе толстых тросов), а также грузов.[17] Найтовить — связывать верёвкой, делать найтов[1].
- Накто́уз — ящик или шкалик, на котором укреплён компа́с[1].
- Нетчих — отсутствующий на перекличке, не явившийся своевременно с берега[1].
- Нижние: 1) паруса — фок и грот на судах с прямыми парусами; 2) реи — реи, служащие для нижних парусов; 3) мачты — мачты без стеньги и брам-стеньги[1].
- Нирал (ниргардер)[89] — снасть бегучего такелажа, с помощью которой убираются косые паруса. Нирал протягивается вдоль шкаторин паруса, и когда выбирают его ходовой конец, парус собирается «в горсть». В зависимости от того, какому парусу принадлежит нирал, он получает дополнительные наименования: «кливер-нирал», «фока-стаксель-нирал», «бом-кливер-нирал».
- Нок — оконечность рангоутного дерева, расположенного горизонтально или под некоторым углом к плоскости горизонта (гика, гафеля, рея)[1].

## О
- Образной — матрос, назначенный смотреть за образом; прислуживает в походной судовой церкви[1].
- Обво́ды — внешние очертания корпуса судна, характеризуемые теоретическим чертежом.
- Обно́с — неперекрещивающийся обхват верёвкой предмета.
- Обрезать (нос или корму) — пройти близко перед носом судна или за его кормой[1].
- Обши́вка — внешняя оболочка корпуса судна, обеспечивающая водонепроницаемость[1].
- О́бух — болт, у которого вместо головки сделано кольцо или поковка с проушиной в верхней своей части.
- Овершта́г (о́вер-штаг) — поворот, при выполнении которого курс корабля пересекает направление ветра, при этом корабль пересекает линию ветра носом. Поворот с юго-восточного курса на юго-западный при южном ветре будет поворотом оверштаг. Часто используется при движении галсами[1]. Любой поворот парусного судна (оверштаг или фордевинд) сопровождается сменой галса. Любой другой манёвр парусника поворотом не считается.
- «Огни́ откры́ть!» — команда, по которой одновременно ставятся на места отличительные огни (боковые), а топовой поднимается на топ[1].
- О́гон — кольцо или постоянная петля из троса, сделанная на его конце или в середине. Этим кольцом снасть надевается на рангоутное дерево, а швартовый конец на швартовный гак, кнехт, битенг или утку на причале в шлюзе или на борту стоящего в счалке судна.
- Окта́н — угломерно-отражательный мореходный инструмент.
- Оплётка — конец снасти, заплетённой особым способом для предотвращения его от развивки. Обычно оплётками разделываются концы всего бегучего такелажа кроме того, оплётками покрывают сплесни на такелаже и стропах блоков, оплетают фалрепы.
- О́рдер — порядок расположения, строй кораблей; бывает походный и боевой.
- Орудийный расчёт (оруди́йная прислу́га) — личный состав, обслуживающий артиллерийское орудие согласно боевому расписанию.
- Оса́дка су́дна — расстояние от грузовой ватерлинии самой нижней точки выступающей части судна.
- Отда́ть коне́ц — отвернуть конец с кнехта, за который он был завёрнут или выпустить его, если он держится в руках; отвязать и отпустить конец с берега или с другого судна.
- Отсе́ки — внутренние помещения на судне, разделённые между собой поперечными или продольными водонепроницаемыми переборками.
- Отстойный флот — совокупность плавсредств, которые задержаны в портовой акватории по решению судебных властей, располагаются там из-за неисправностей, ожидают ремонта после аварии, используются в качестве плавучих складских помещений или ожидают окончания военных действий.
- Оття́жка — трос, укреплённый на ноке грузовой стрелы, с помощью которого грузовая стрела поворачивается вокруг вертикальной оси и закрепляется в нужном положении.
- Отшествие — термин из теории судовождения, обозначающий выраженную в морских милях длину дуги между меридианами начального и конечного пунктов плавания, которая отсчитывается по средней параллели.

## П
- Паз — долевая щель между соприкасающимися досками или брусьями у наружной обшивки и у палубного настила[1].
- Пайо́л — съёмный деревянный настил на дно шлюпки, на деку грузового трюма, провизионных кладовых, румпельных и прочих судовых и корабельных помещений.
- Пакетбо́т (от нидерл. раkkеt-bооt[90]) — почтовое судно.
- Пал (от нидерл. раl[91]) — 1) чугунная тумба, врытая в землю или несколько свай, вбитых в грунт, за которые заводят швартовы; 2) откидные стопоры, насаживаемые на нижнюю часть баллера шпиля.

- Паловый узел (англ. Pile Hitch) на английском флоте — узел, которым крепили швартов к палу.
- Паловый узел (нидерл. paalsteek) на голландском флоте — узел, которым крепили швартов к палу.

- Па́луба — горизонтальный ярус корабля. Начиная сверху имели следующие назначения: квартер-дек — открытая палуба для управления судном; опер-дек — верхняя батарейная палуба; мидель-дек — средняя батарейная палуба; орлопдек — палуба жилых и служебных помещений; трюм — самая нижняя палуба. Встречаются другие наименования палуб.
- Пампуши — большие башмаки, сшитые из кожи, войлока или сплетённые из волос; надевают их на сапоги, когда идут в крюйт-камеру или в пороховой погреб, где хранят порох, мякоть; пампуши нужны в целях безопасности, чтобы от шарканья сапогов по полу не произвести искры[1].
- Парава́н — (англ. paravane; от др.-греч. παρα- — рядом + англ. vane — крыло, лопасть), буксируемый подводный аппарат для защиты корабля от якорных контактных мин.
- Пара́дный трап — трап с правой стороны военного корабля[1].
- Па́рус — основной движитель судов и кораблей до изобретения паровой машины; представляет собой аэродинамическую плоскость, на которой в результате обтекания ветра возникают силы тяги и дрейфа. Па́русник — мастеровой, который шьёт паруса. Па́русность — сумма площадей всех парусов равна площади парусности[1]. Па́русник — судно, которое использует парус и силу ветра для движения.
- Пе́ленг — горизонтальный угол между северной частью меридиана наблюдателя и направлением из точки наблюдения на объект, измеряемый по часовой стрелке от 0° до 360°. В зависимости от принятого меридиана различают пеленги: истинный, магнитный, компасный.
- Пеленг — строй кораблей, при котором все они располагаются на линии (пеленге), проходящей под углом к курсу уравнителя (ведущего).
- Пеленга́тор — прибор, установленный на компасе, служащий для взятия пеленгов или направлений на земные предметы или небесные светила. Старое название — «алидада».[2]
- Пенько́вый трос — растительный трос, изготовленный из волокон луба конопли.
- Перебо́рка — любая вертикальная перегородка внутри корпуса, кроме двойного борта.
- Перекрыш — полоса зоны траления неконтактного трала или часть ширины захвата контактного трала, которая перекрывается тралом смежного или следующего корабля (летательного аппарата).
- Перли́нь — трос кабельной работы, окружностью от 4 до 6 дюймов (102—152 миллиметра)[1].
- Перо́ руля́ — действующая часть руля[92].
- Пе́тля́ (вероятно от нем. *fetil-, от глагола fassen — «хватать»[93]) — изогнутый трос.

- Открытая петля — изгиб верёвки, у которой концы — свободны.
- Закрытая петля — изгиб верёвки, концы которой соединены вместе, но не перекрещены.
- Колы́шка — изгиб верёвки, концы которой соединены вместе и перекрещены.

- Перту́линь (от нидерл. portuurlijn[94]) — якорный канат.
- Пе́рты — закреплённые под реями тросы, на которых стоят работающие на реях люди.
- Пи́ллерс — (мн. ч. англ. pillars, от ед. ч. pillar — «столб») — вертикальная металлическая стойка, служащая опорой для палубного перекрытия судна. Пиллерсы бывают постоянные или съёмные.
- Пла́нширь (англ. gunwale) — горизонтальный деревянный брус или стальной профиль (стальной профиль может быть обрамлён деревянным брусом) в верхней части фальшборта.
- Плаву́чий объе́кт — базовое понятие используемое в морской терминологии, охватывающее все самоходные и несамоходные объекты, способные перемещаться по водным системам и морям.[95][96][97][98] Является более широким по смыслу понятием, чем плавучее сооружение, к которым относятся лишь инженерные плавучие объекты.[98]
- Плаву́чее сооруже́ние — самоходный или несамоходный плавучий технический объект, имеет водонепроницаемый корпус, эксплуатируется в условиях водной среды и используется в зависимости от назначения[96][95][97][98].В зависимости от конструктивных особенностей может быть надводным или подводным. В качестве синонима плавучих сооружений в судостроении используется слово «плавсредство»[99]. Более общим понятием к морскому термину «плавучее сооружение» является термин «плавучий объект»[96][100].
- Пла́стырь — устройство для временной заделки повреждений в подводной части корпуса судна. Мог изготавливаться из нескольких слоёв парусины водоупорной пропитки или из нескольких слоёв досок с парусиновой прокладкой[92].
- Плашко́ут (нидерл. plaatschuit, от plaat — «плоское» и от schuit — «лодка») — плоскодонная барка с высокими бортами; употреблялась для промежуточных опор наплавных мостов. Плашкоутные мосты удобны тем, что их в любой момент можно отвести в стороны, чтобы освободить часть или всю ширину реки.
- Плехт — правый становой якорь[1].
- Пого́нное ору́дие — орудие на парусных судах, установленное для стрельбы прямо по носу.
- Подве́тренная сторона́ — сторона объекта, обращённая в сторону, куда дует ветер[1].
- Подве́тренный бе́рег — относительно идущего судна, например левым галсом, берег, находящийся с правой стороны будет подветренным, а с левой наветренным[1].
- Подпёрток — короткие шкентеля, поддерживающие перты по всему рею в нескольких местах.
- Подзор — наклонная верхняя часть кормовой оконечности корпуса судна, выступающая за ахтерштевень.
- Покла́дка на грунт — вид подводного маневрирования подводных лодок с дизельными силовыми установками, который применяется в целях сбережения имеющихся на борту энергоресурсов.
- Полдень истинный — момент, когда солнце достигнет наибольшей высоты[1].
- Полуба́к — носовая надстройка на баке корабля.
- Полумушкель — мушкель с выемкой (кипом), служит для накладывания клетня.
- Полу́ндра (от нидерл. van onderen — снизу, внизу,[101]) — восклицание, первоначально означавшее «берегись снизу!». В настоящее время используется как синоним слова «берегись». Сохранилось со времён парусного флота, когда матросы, работая на мачтах или реях и роняя что-либо, предупреждали об этом криком всех находящихся внизу на палубе. (Вторая версия: от итал. palandra! — «[приближается] брандер!»[102])
- Полутре́нь — шкимушки или каболки, положенные по бокам трени.
- Полуу́зел — одинарный перехлёст двух концов одного и того же троса или концов двух разных тросов.
- Полушты́к — перекрещивающийся обнос верёвкой предмета.
- Полую́т — возвышенная часть кормовой оконечности корабля или дополнительная палуба над ютом[103][104].
- Понто́н (от лат. ponto — мост на лодках) — плавучее сооружение для поддержания на воде различных устройств за счёт собственного запаса плавучести.
- Порт — герметически закрывающиеся вырезы в бортах судов.
- Послушное судно — судно, которое хорошо слушается руля[1].
- Привал судна — манёвр судна, суть которого заключается в подходе к причалу, к другому плавсредству или к берегу для осуществления каких-либо манипуляций с грузом, пассажирских операций или для выполнения специальных работ.
- Прива́льный брус — часть продольного набора, верхний стрингер — брус, идущий вдоль судна и крепящийся к шпангоутам; на него кладут концы бимсов. Используют для защиты борта судна. На парусных судах изготавливают из дерева. На современных катерах и яхтах устанавливают привальный брус из пластифицированного ПВХ. Так привальный брус из ПВХ — более долговечен, не впитывает влагу. При швартовке судна демпфирует, чем смягчает удары о причал. Современный привальный брус имеет большое количество видов и конфигураций.
- Прико́л — вертикальный или наклонный стержень на берегу для привязывания судна.
- Прикольный флот — совокупность плавсердств не имеющих экипажей, которые определены к размещению на прикол в специально отведённой акватории, а владельцы которых объявили о выводе их из эксплуатации.
- Прихвати́ть — слегка закрепить; наскоро привязать. Прихватить что-либо каболкой — это значит подвязать временно.
- Прихва́тка — временное прикрепление конца троса к его средине с помощью линя или шкимушгара.
- Проби́вка — каждое протаскивание ходовой пряди под соответствующую коренную прядь.
- Проводни́к — небольшой трос, использующийся для подачи буксира на буксируемый объект (на шлюпке, линемётом).
- Пропульсивный коэффициент (англ. Coefficient of performance) — отношение буксировочной мощности, затрачиваемой на движение судна с данной скоростью хода, к мощности механизмов, предназначенных для той же цели. Для судов этот коэффициент обычно колеблется в пределах 0,45—0,55.
- Прореза́ние стро́я (прореза́ние ли́нии бата́лии) — тактический приём кораблей парусного флота, позволявший нарушить линию баталии противника и сосредоточить усилия против отсечённой части его сил. В момент прохождения между двумя вражескими кораблями, находящимися в линии баталии, корабль, прорезающий строй, получал возможность вести сильный огонь артиллерией обоих бортов одновременно против двух кораблей противника. Огнём поражались носовая и кормовая части двух кораблей противника, личный состав, находящийся на верхней палубе, а также рангоут вражеских кораблей. С другой стороны, огонь противника был в этот момент слабым, так как носовых и кормовых орудий на парусных судах было во много раз меньше, чем бортовых орудий. Прорезание строя противника в нескольких местах давало возможность атаковать его окружённые суда с двух сторон — «взять противника в два огня». Этот тактический приём наиболее успешно применялся в русском (адмиралы Ф. Ф. Ушаков и Д. Н. Сенявин) и английском (адмиралы Д. Родней и Г. Нельсон) флотах.
- Прядь — вторая по толщине составная часть троса, свитая из каболок. У стальных тросов пряди свиваются из оцинкованных проволок.
- Пузо — выпуклость паруса, когда он надут ветром[1].
- Путенс-ванты — вязи, идущие от вант из-под марса к боковым его кромкам; служат для укрепления кромок марса и не дают ему выгибаться вверх от стеньтяги стень-вант.
- Пяртнерс — сквозное отверстие в корабельной палубе на деревянных парусных судах для закрепления мачт, а также для опоры бушприта.

## Р
- Радиационно-конвективная поверхность нагрева (англ. Boiler radiant-convective heating surface) — поверхность нагрева котла, воспринимающая теплоту в процессе излучения и конвекции.
- Раздёрнуть снасть — полностью отпустить, ослабить снасть.
- Размолоди́ть трос — при распускании бухты нового троса освободить его от колышек, вредных для крепости троса.
- Раксклоты — деревянные шарики с просверлёнными посередине отверстиями, надеваемые на верёвочную или стальную ось, соединяющую усы гафеля. Служат для предотвращения повреждения мачты, и для облегчения перемещения гафеля.
- Ра́мпа — устройство в носовой части корабля, транспортного (грузового) судна в торговом флоте типа RORO или парома для схода на берег пассажиров и личного состава, заезда и выезда транспортируемой техники, либо загрузки и выгрузки грузов. В торговом флоте на судах часто рампу называют «аппаре́лью».
- Ранго́ут (ранго́утное де́рево, ранго́утные дерева́) (от нидерл. rondhout — «круглое дерево») — общее название устройств для постановки парусов (их подъёма, растягивания и удержания в штатном /рабочем/ положении), выполнения грузовых работ, подъёма сигналов и так далее. К рангоуту относятся: мачты, стеньги, реи, гафели, гики, бушприт, стрелы, выстрелы, утлегарь, лисель-спирты.
- Расти́тельный трос — трос, изготовленный из волокон растений (конопли, абаки, агавы, кокоса).
- Ревант (англ. roband, robend, robond, robin, от норв. rāband[105], от rā — «рея» и band — «крепить») — небольшой конец тонкого шкимушгара, которым парус привязывается к лееру на рее[106]
- Реёк — небольшая поперечная балка, подвешенная за середину к мачте, предназначенная для крепления парусов.
- Рей — рангоутное дерево, подвешенное за середину при помощи бейфута к мачте или стеньге для постановки парусов или для крепления сигнальных фалов.
- Рейд — часть акватории порта для якорной стоянки судов[1]. Внешний рейд не имеет защиту от ветра и волн; внутренний рейд защищён естественными или искусственными преградами от ветра и волн.
- Ре́пка — обделка конца троса своими прядями.
- Ре́ринг (ре́ринг[62], ру́ринг[62]) (от нидерл. roering[107]) — канатная обмотка железного якорного кольца для предохранения от ржавчины.
- Ретира́дное ору́дие (фр. une pièce de retraite; англ. stern chaser) — кормовое орудие, стреляющее прямо назад в случае когда судно уходит от неприятеля, гонящегося за ним[108].
  - Ретира́дная пу́шка (фр. canon de retraite; англ. stern chaser) — пушка кормовая, которая стреляет из ретирадного, кормового порта[108].
  - Ретира́дный порт (фр. sabord de retraite; англ. stern chase) — кормовой порт[109].
- Реф (от нидерл. rееv[110]) — название части паруса.
- Риф (от нидерл. rееf[111]) — 1) отдельная скала или гряда, представляющая навигационную опасность; 2) часть паруса, приспособленная для уменьшения его площади, без полной уборки (ср. взять рифы)[112].

- Рифовый узел (англ. Reef Knot) — узел, особо предназначенный для «взятия рифов», принят на английском флоте.
- Быстроразвязывающийся рифовый узел (англ. Slipped Reef Knot) — узел для «взятия рифов» на российском флоте.

- Риф-бант — полоса парусины, нашиваемая на парус параллельно его нижней шкаторине для увеличения прочности паруса в тех местах, где основан риф-штерт или сезни[113].
- Риф-ле́ер — снасть на прямом парусе, основанная параллельно верхней шкаторине и служащая для привязывания паруса, риф-сезенями при взятии рифов.
- Риф-сезень — конец, сплетённый из шкимушки. Один конец его имеет очко или кноп, удерживающий его в люверсе паруса. Служит для завязывания паруса, когда берётся риф.
- Риф-ште́рты — короткие тросы, ввязанные в люверсы и служащие для уменьшения площади паруса при большой ветровой нагрузке на малых парусных судах.
- Ростр (от лат. rostrum — «клюв; выдающаяся часть; нос корабля») — таран с металлическим наконечником на носовой части военного корабля времён Древнего Рима для нанесения ударов кораблю противника.
- Ро́стры — совокупность запасных рангоутных деревьев на парусном судне[1]. Весь запасной рангоут складывался вместе на шкафуте. «Рострами» впоследствии стали называть часть палубы средней надстройки, где размещались шлюпки. Ростры над главной палубой поддерживают пиллерсы.
- Ро́ульс — каток, отлитый из чугуна или стали или выточенный из крепкого дерева и свободно вращающийся на оси. Роульс ставится, например, в киповых планках или отдельно для направления троса для поддержки рулевых штанг.
- Руба́шка — середина закреплённого прямого паруса[1].
- Ру́бка — закрытое сооружение на палубе надводного борта или на палубе надстройки[1].
- Руль — вертикальная пластина (перо руля), поворачивающаяся на оси (баллере) в кормовой подводной части судна. Служит для поворота судна в ту или иную сторону[1].
- Румб — направление из центра видимого горизонта к точкам его окружности[1]. Весь горизонт, как и картушка, делится на 32 румба. Румб обозначает также угол между двумя ближайшими целыми румбами. В этом смысле 8 румбов равны 90 градусов, а 1 румб равен 11 градусов. В наше время счёт идёт не на румбы, а на градусы.
- Румпель (от нидерл. roerpen, roer — «весло, руль») — часть рулевого устройства корабля. Передаёт крутящий момент от усилия, создаваемого рулевой машиной или вручную[1].
- Рунду́к — ящик или ларь, устанавливаемый во внутренних помещениях корабля, для хранения личных вещей.
- Руслени — площадки по наружным бортам парусного судна, расположенные на уровне верхней палубы против мачт. Служат для разноса вант, которые скрепляются вант-путенсами[1].
- Ры́бины — деревянные щиты из реек, которые укладываются на дно шлюпки в целях предохранения обшивки от порчи ногами.
- Рым (от нидерл. ring[114]) — металлическое кольцо для закрепления тросов, блоков, стопоров, швартовных концов. Рымы устанавливаются на палубе и на фальшборте судов, в носовой и кормовой оконечностях шлюпок, а также на причалах и набережных.
- Ры́мболт (от нидерл. ringbout[115]) — болт с кольцом.
- Ры́нда — звук судового колокола в полдень в русской морской терминологии. «Рынду бить» является фонетической калькой с английской морской терминологии ring the bell («ударь в колокол») — то же, что «бить склянки» — отмечать двойными ударами каждые четыре часа (вахты). После определения секстантом полудня, штурман подавал команду «рынду бить» (четыре двойных удара — в голландском и английском флотах, четыре тройных удара — в российском флоте[116], три тройных удара — в советском и современном[117] флотах), как начало нового дня и вахт на корабле[118].
- Ры́нда-бу́линь — короткий отрезок троса, привязанный к языку судового колокола[119].
- Рю — наклонное рангоутное дерево для латинского типа парусного вооружения. Рю представляет собой сильно развитый, длинный реек (рю по длине намного превосходит мачту, на которой установлен). Латинский парус устанавливается на рю верхней шкаториной. Ноки рю тоже имеют свои названия. Верхний нок называют «пепа». Нижний нок называют «тележка».
- Ряжи — подводное заграждение, большей частью состоящее из свай, вбиваемых в грунт[1].

## С
- Сала́га — шутливо-пренебрежительное прозвание неопытных молодых матросов, военнослужащих новых наборов или курсантов первых лет обучения в военных училищах[73].
- Са́линг — деревянная или металлическая конструкция, служащая для соединения мачты и её продолжения в высоту — стеньги (или стеньги и брамсеньги)[1].
- Сва́йка — деревянный или металлический конический стержень (иногда изогнутый) с плоской головкой. Служит для пробивания прядей троса и других такелажных работ.

- Сваечный узел.

- Свисто́в — тонкий трос, соединяющий наружные концы вымбовок, вставленных в гнёзда шпиля. Применяется с той целью, чтобы вымбовки не выскакивали из своих мест, в случае если шпиль начнёт вращаться в обратную сторону. Свистов служит также и для того, чтобы можно было больше поставить людей на шпиль, так как последний можно вращать за свистов с тем же успехом, как и за вымбовки.
- Свитень — конец троса, заплетённый косой.
- Се́зень (реф се́зень[120]) (от нидерл. seizing[120]) — верёвка для подвязывания паруса к рее, плетёнка с петлёй на одном конце и косой — на другом. В зависимости от назначения или места носит различные наименования, например, «риф-сезень».

- Сезнёвочный штык.

- Сей-та́ли — тали, основанные между двухшкивным и одношкивными блоками. Применяются для обтягивания стоячего такелажа и для подъёма грузов.
- Сигна́льщик — матрос, который имеет специальное назначение следить за всем окружающим и делать сигналы по приказанию вахтенного начальника[1].
- Скля́нки — разговорное название песочных часов с получасовым ходом на парусном флоте; каждые полчаса часы переворачивал вахтенный матрос («часовой») и сопровождалось это сигналом корабельного колокола. «Бить склянку» значит отмечать ударами колокола каждые полчаса[121], а «сдать под склянку» означает сдать что-либо под охрану часовому.
- Скоба́ я́коря — скоба, введённая своим болтом в проушину веретена якоря; служит для крепления к якорю цепного каната.
- Скула[укр.] — место наиболее крутого изгиба борта, переходящего в носовую или кормовую часть (носовая или кормовая скулы) или в днище (бортовая скула).
- Слабина́ тро́са — провисание, излишек не туго натянутой снасти[92].
- Слабли́нь — длинный слабокручёный линь, предназначенный для притягивания парусов к рангоуту. Для применения слаблиня парус должен быть оборудован кренгельсами.
- Слань — съёмный пол на судне, днищевой настил в трюмах судна. Съёмным делается для откачивания воды. Не путать с деревянными дорогами, см. Слани (настил).
- Слип — наклонная площадка, предназначенная для спуска судов на воду и подъёма их из воды.
- Смы́чка — фрагмент якорной цепи длиной 25-27 метров с диаметром от 13 до 100 мм, состоящий из нечётного количества общих звеньев.
- Сна́сти — вырубленные тросы, применяемые для подъёма (уборки) парусов и управления ими, а также для такелажных и других работ[1].
- Собака[42] (собачка[42], собачья вахта, от нидерл. hondenwacht) — послеполуночная вахта (00:00—04:00) в голландском (и от него — в петровском) флоте зовётся именно по аналогии с голландской сельской жизнью, когда после полуночи крестьяне спускали собак для охраны села[43].
- Собачья дира — отверстие, люк в марсе, через который пролезают с вант на марс[1].
- Сорлинь — линь или цепь; крепится одним концом к передней кромке или к выдающейся над водой верхней части пера руля, а другим — к судну. Назначение сорлиня — удержать руль, если он соскочит с петель.
- Спарде́к — верхняя лёгкая палуба, простиравшаяся от форштевня до ахтерштевня и располагавшаяся выше главной палубы. В настоящее время «спардеком» часто называют средние надстройки на судах.
- Спинакер — тип паруса, предназначенный для использования на полных курсах, от галфвинда до фордевинда.
- Спле́сень (от нидерл. splitsing[122]) — соединение троса в месте разрыва, место, где сделано сращение оборванного троса[1].
- Сплеснева́ние (сра́щивание) — постоянное соединение двух концов троса одинаковой толщины. В результате сплесневания получается сплесень, или иначе — сросток.
- Сплочённость льда — условная величина, которая характеризует степень покрытия поверхности воды дрейфующим льдом.
- Ссучи́ть шки́мушку — свить каболки вместе и протереть их ворсой или парусиной с салом, чтобы шкимушка имела лощёный вид.
- Ста́ксели — косые паруса треугольной формы[1], обычно ставятся впереди мачты. Передней шкаториной опираются на штаг. Отличие стакселя от кливера в том, что нижняя шкаторина стакселя расположена над палубой, а у кливера — вне палубы.
- Ста́ндерс — пустотелая литая высокая стойка, в которую вставляется шлюпбалка или трапбалка, не проходящие сквозь палубу судна.
- Ста́пель (от нидерл. stареl[123]) — сооружение для постройки судна и спуска его на воду.
- Ста́рборд (от англ. starboard[124]) — правый борт корабля.
- Старн-ти́мберсы — брусья в корме деревянного судна, идущие выше транцев.
- Стелюга — временный настил на палубе судна.
- Сте́нга (сте́ньга[62]) (от нидерл. steng[125]).
- Стенгва́нт (стеньва́нт[62]) (от нидерл. stengewant[126]) — ванты, поддерживающие с боков марсовую стеньгу.
- Стень — сокращение слова «стеньга»; прибавляется к названию деталей, принадлежащих стеньге; например, стень-ванты, стень-штаги.
- Сте́ньга (от нидерл. steng) — продолжение верхнего конца судовой мачты[1], служащее для крепления радиоантенн, сигнальных реев, судовых огней, гафелей, парусов.
- Стень-бакшта́ги — снасти стоячего такелажа, поддерживающие стеньги.
- Стень-ва́нты — снасти стоячего такелажа, с помощью которых стеньга удерживается с боков и чуть сзади.
- Степс — гнездо, в которое вставляется мачта своим шпором.
- Стоя́чий такела́ж — такелаж, который служит для поддержки и укрепления рангоута. В отличие от бегучего такелажа не перемещается.
- Стра́вливать — ослаблять, выпускать трос или снасть до отказа.
- Стрела́ грузова́я — приспособление для погрузки и выгрузки грузов. Изготовляется из дерева или металла и оснащается такелажем из стальных или растительных тросов.
- Стрендь — составные части троса, из которых скручиваются тросы кабельной работы. Стренди свивают из прядей, пряди — из каболок, а каболки — из растительных волокон или из проволоки.
- Стри́нгер — продольная связь набора корпуса судна, идущая по всей его длине. В зависимости от назначения стрингера называются «днищевыми», «скуловыми», «бортовыми» и «палубными».
- Строй корабле́й — регламентированное взаимное расположение кораблей при их совместном плавании или выполнении боевых задач в составе группы, соединения. Различают строи: кильватер, клин, обратный клин, пеленг (уступ), фронт (сложный фронт)[127].
- Строп грузово́й (от нидерл. strop[128]) — приспособление для подъёма грузов на гаке стрелы или кране. Изготовляется из растительных или стальных тросов.
- Судояма — гидротехническое сооружение в виде котлована, расположенного у берега водоёма и отделённого от воды земляной перемычкой.
- Схва́тка — временное прикрепление конца троса к его середине с помощью линя или шкимушгара.

## Т
- Таба́нить — грести вёслами против обычного хода, чтобы шлюпка двигалась кормой вперёд.
- Таймшит (от англ. time sheet, от time — «время» и sheet — «лист, ведомость») — судовой документ, составляемый в портах, в котором производится расчёт времени, необходимого на грузовые операции в данном порту и ведётся учёт фактически затраченного времени. В таймшите указываются также размер премии, причитающейся грузовладельцу за досрочное окончание погрузки или выгрузки или уплачиваемого судовладельцу штрафа за перерасход времени и задержки судна.
- Такела́ж (от нидерл. takelage[129]) — общее наименование всех снастей, составляющее вообще вооружение судна или вооружение рангоутного дерева. Такелаж, служащий для удержания рангоута в надлежащем положении называется «стоячим», весь же остальной — «бегучим».
- Та́кель (от нидерл. tаkеl[130]) — оснастка судна.
- Та́ли (от нидерл. talie[131]) — грузоподъёмное приспособление, состоящее из двух блоков (подвижного и неподвижного), соединённых между собой тросом, один конец которого укреплён неподвижно у одного из блоков.
- Та́лреп (та́льреп[40]) (от нидерл. tаlrеер[132]) — трос, основанный между юферсами. Служит для обтягивания стоячего такелажа[133].
- Та́лреп винтово́й — металлическое приспособление для обтягивания тросов и цепей. На судах талрепы применяются для обтягивания вантин, бакштагов, фордунов, штагов, штуртроса[133].
- Та́льман — должностное лицо, ответственное за учёт груза во время операций погрузки его на судно или при выгрузке с него.
- Та́льманская распи́ска — документ, сопровождающий погрузку/разгрузку груза в порту.
- Та́нде́м — взаимное расположение плавсредств в кильватере друг к другу, применяемое для совместного мореходства в сложной ледовой обстановке.
- Тара́н — 1) выступ в подводной части корабля гребного флота; 2) тактический приём морского боя — удар в борт судна противника своим тараном, в результате которого образовывалась пробоина и судно противника тонуло или выходило из строя.
- Тент (от нидерл. tent[134]) — навес для защиты от солнца или атмосферных осадков. Устанавливают на кузовах грузовых автомобилей, полуприцепов и прицепов к ним, а также на судах.
- Тимберо́вка — капитальный ремонт деревянного судна; частичная или полная замена обшивки либо наложение поверх неё нового слоя досок.
- Ти́мберс — правая или левая ветвь шпангоута.
- То́мбуй — поплавок, показывающий то место, где на дне лежит якорь[135].
- Топ — верхний конец всякого вертикального рангоутного дерева, например, мачты, стеньги, флагштока.

- Топовый узел.
- Французский топовый узел.

- Топенант — снасть бегучего такелажа, прикреплённая к ноку рея и служащая для установки рея под тем или иным углом к горизонтальной плоскости. «Топенантом» также называется снасть, поддерживающая нок грузовой стрелы, гика, гафеля.
- Топтимберс — верхняя часть шпангоута.
- Тра́верз — направление, перпендикулярное к курсу судна.
- Тра́нец — нижняя часть прямой кормы, набранная горизонтальными балками; на шлюпках — доска, образующая корму, к которой крепится наружная обшивка[136]. См. транцевая корма.
- Трави́ть — выпускать, ослаблять трос или снасть[92].
- Трап (от нидерл. trap[137]) — лестница на корабле.
- Трап-ба́лка — балка, имеющая вид невысокой поворотной шлюп-балки, снабжённая талями. Служит для поддерживания нижней площадки забортного трапа.
- Тренд — место стыка нижних концов рогов и нижней части веретена якоря.
- Тренцева́ние — особый вид такелажной работы, заключающийся в следующем — туго растянутый и смазанный смолой трос обвивают по спуску шкимушгаром, линём или тонким тросом, носящим название «трень», чтобы заполнить ими углубления (борозды) между прядями тренцуемого троса. После этого трень прогоняют по спуску драйком, чтобы она легла вровень и заполнила промежутки между прядями. Это делают для того, чтобы воспрепятствовать скоплению воды в углублениях.
- Трень — линь или толстая шкимушка, положенная между прядями толстого троса для выравнивания углублений между прядями при обделке его под клетень.
- Тренцева́ние — наложение трени и полутрени.
- Трепа́ло — длиная лопата, которой пользуются при тканье матов.
- Три́сель — косой четырёхугольный парус, верхней шкаториной шнурующийся к гафелю, а нижней растягивающийся по гику. На яхтах — штормовой парус, не имеющий гика и площадью около 20 % нормальной парусности лодки.
- Три́сы — брасы блинда-рея.
- Тросы (от нидерл. tros[138]) — общее наименование канатно-верёвочных изделий. В зависимости от материала тросы бывают: стальные, растительные — из волокон трав и растений (пеньковые, манильские, сизальские, кокосовые), комбинированные (из стальных проволок и растительных волокон), а также из искусственных волокон (капроновые, нейлоновые, перлоновые). На военных кораблях тросы используются для стоячего и бегучего такелажа, для буксирных концов и швартовов, в погрузочных устройствах, в минно-траловом деле, для крепления предметов на корабле, такелажных работ.
- Трюм (рюим[62]) (от нидерл. in ᾽t ruim[139]) — внутреннее помещение корабля, лежащее ниже самой нижней палубы[1].
- Трю́мсель — летучий парус, устанавливается на трюм-рее выше бом-брамселя при слабых ветрах.
- Тура́чка — боковой (вспомогательный) барабан на грузовом валу судовой лебёдки (или брашпиля), предназначенный для тяговых операций с канатами различного назначения.
- Тяжелове́с — 1) грузовое место массой 10 тонн и более; 2) грузовая стрела для подъёма грузов массой более 10 тонн.

## У
- У́гольная я́ма — специальное помещение на судне, в котором хранятся запасы каменного угля для котлов. У основания переборок угольных ям в котельном отделении делаются отверстия, закрываемые подъемными щитами, через которые кочегары входят для разгребания расходуемого угля.
- У́зел — единица скорости судна, соответствующая одной морской миле в час (1,852 км/ч).
- Уключины — вырезки в бортах для весел или металлические сектора, вставляемые на бортах шлюпок[1].
- Усы́ — приспособления в виде изогнутых рогообразных наделок, привёрнутые к пятке гафеля или гика и охватывающие с двух сторон мачту. Служат для подвижного соединения с мачтой. Усы бывают деревянные и металлические, обшитые кожей. Придерживаются у мачты тросом, называемым бейфутом или вертлюгом.
- Утлегарь — рангоутное дерево, служащее продолжением бушприту.
- У́тка — точёная деревянная планка или отливка, закреплённая неподвижно и служащая для крепления тонких тросов, например флаг-фалов, фалиней.

## Ф
- Фал (от нидерл. vаl[140]) — снасть, служащая для подъёма некоторых рей, парусов, сигнальных флагов. В каждом случае к этому слову прибавляется термин, соответствующий предмету, поднимаемому фалом, например, марса-фал — фал, поднимающий марса-рей, кливер-фал — снасть, поднимающая верхний угол кливера, фал для флага или флаг-фал — снасть, на которой поднимаются флаги.

- Фаловый узел.

- Фа́линь (фа́лень[40]) (от нидерл. vanglijn[141]) — трос, закреплённый за носовой или кормовой рым шлюпки. Служит для привязывания шлюпки к пристани, судну.
- Фа́лреп (фа́лерп[40]) (от нидерл. vаlrеер[142]) — тросы, заменяющие поручни у входных трапов судна[1]. По морским традициям (XIX век), эти тросы держат в руках матросы (фалрепные), назначаемые для этого, при входе офицеров или почётных лиц на судно. Сообразно с положением вступающего на судно назначается и число фалрепных, например, для встречи обер-офицера — 2, для штаб-офицеров и выше или гостей — 4. В последнем случае двое становятся на палубе, двое стоят на нижней площадке и помогают при входе встречаемого лица взобраться со шлюпки на трап.
- Фа́льшборт (от нем. *Falschbord[143] — «фальшивый борт») — ограждение по краям наружной палубы судна, корабля или другого плавучего средства представляющее собой сплошную стенку со специальными вырезами для стока воды, швартовки.
- Фальшкиль — тяжёлый свинцовый или чугунный балластный киль на килевых яхтах, препятствующий их крену и опрокидыванию; доски, брусья или металлическая полоса, пришиваемые к килю деревянного судна для предохранения его от повреждений при касании о грунт.
- Фарва́тер (от нидерл. vааrwаtеr[144]).
- Филёнка (филёнга[62]) (от нем. vullingе[145]) — часть двери.
- Фио́рд — см. фьорд.
- Фла́гман (от нидерл. vlagman) — командующий соединением военных кораблей (эскадрой, дивизией), сокращённое название флагманского корабля.
- Флагшто́к — вертикальная стойка (шток, стержень, древко), на которой поднимается любой флаг. На корабле — верхняя часть самой верхней стеньги, на которой поднимается корабельный флаг. На кормовом флагштоке (стойке в оконечности кормы) поднимается кормовой флаг. На гюйсштоке (разновидность флагштока) на носу корабля поднимается гюйс.
- Флор (от англ. floor) — поперечные стальные днищевые балки или листы в наборе, а также поперечные стальные балки или листы в танках в наборе корпуса судна, продолжением которых от скуловой части до верхней палубы являются шпангоуты.
- Флорти́мберс (флор-тимборс[62]) (от англ. floortimbers[146]) — нижняя часть шпангоута, соединяющаяся с килем.
- Флот — оперативное объединение военно-морского флота, предназначенное для ведения военных действий на морском (океанском) театре.
- Флотилия (от фр. flottille) — оперативное объединение флота. Флотилии бывают морскими, озёрными, речными.
- Фок (от нидерл. fоk[147]) — прямой парус, самый нижний на передней мачте (фок-мачте) корабля. Привязывается к фока-рею.
- Фок-мачта — передняя мачта на двух и более мачтовом корабле, то есть первая, считая от носа к корме.
- Фо́ка-рей — нижний рей на фок-мачте.
- Фор — слово, прибавляемое к наименованиям реев, парусов и такелажа, находящимся выше марса и фок-мачты.
- Фордевинд — 1) курс судна относительно ветра, ветер дует прямо в корму (попутный ветер); 2) поворот судна (поворот фордевинд, через фордевинд), когда линия ветра пересекается кормой. Любой поворот парусного судна связан с изменением галса. Другие манёвры парусного судна поворотом не считаются.
- Форду́н (от нидерл. раrdоеn[148]) — снасть стоячего такелажа, являющаяся креплением стеньг. Нижние концы фордунов крепятся к бортам судна, позади вант и бакштагов.
- Форзель — передовик, передовой корабль флота, эскадры.
- Форкастель — приподнятая палуба на парусных кораблях, простирающаяся от бикгеда за фок-мачту.
- Фор-ма́рса-рей — горизонтальное дерево рангоута, несущее парус марс на Фок-мачте.
- Форпик (от нидерл. voorpiek) — носовой отсек судна. Используется для триммирования судна путём принятия водного балласта.
- Форшпи́гель — носовой транец. Чаще встречается на малых яхтах, например, моноклассы «Оптимист» и «Кадет».
- Форште́вень (от нидерл. Vorsteven) — деревянная или стальная балка в носу корабля (носовая деталь судового набора), вертикальная или немного наклонённая вперёд, а у некоторых судов — назад, являющаяся продолжением киля вверх, на которой закреплена наружная обшивка носовой оконечности корпуса судна и которая в нижней части переходит в киль. На стальных судах форштевни делаются коваными или литыми. Кованые устанавливаются преимущественно на торговых судах, литые — на военных кораблях. Как те, так и другие бывают разных конструкций. На деревянных судах форштевень делается в зависимости от типа и размеров судна из одного бруска дерева твёрдой породы, обычно — дуба, или нескольких — точно пригнанных друг к другу и соединённых между собой брусьев. Форштевень ледокола (как правило, литая, стальная балка с жёлобом в передней части, исключающим «сползание» ледокола в сторону) имеет наклон, обеспечивающий «вползание» ледокола на льдину под воздействием силы винтов. Например, у ледокола «Ленин» масса форштевня — около 70 тонн, он сварен из нескольких кусков литой стальной балки. Иногда форштевень называют «водорез» или «грен».
- Фрахт — плата за перевозку грузов, взимаемая судовладельцами. Также, контракт на перевозку, включающий описание груза, обязанности перевозчика и размеры платы. Также, груз под контрактом, на время действия последнего.
- Футокс — см. Шпангоут.
- Фьорд — узкий и вытянутый в длину, глубокий, часто разветвлённый морской залив с крутыми и высокими берегами.

## Х
- Хват-та́ли — служат для подъёма мелких тяжестей, для подтягивания снастей, уборки трапов и тому подобного. Основываются между двухшкивными и одношкивными блоками.
- Ходова́я прядь — каждая прядь распущенного конца троса для сплесневания, делания огонов.
- Ходово́й коне́ц — условное название конца троса, непосредственно используемого (перемещаемого) при завязывании узла. См. Конец.
- Херброкет — плоскость в носовой части судна, образуемая чиксами и ограниченная сверху и снизу двумя регелями.

## Ц
- Цейхва́хтер — офицер морской артиллерии, имевший в своём ведении орудия, станки и снаряды.
- Цейхме́йстер — генеральская должность, до 1830 года управлявшая частями морской артиллерии.
- Це́лик — прицел.
- Центр па́русности — общий центр площади всех парусов.
- Цепной ящик, якорный ящик — подпалубное помещение в носовой части судна (на крупных судах), обычно расположенное под местом установки якорного механизма, оборудуемое для укладки якорных цепей.
- Цигалы — галерный якорный рым.

## Ч
- Чиксы — наделки в виде толстых досок, прибитых к мачте с боков, ниже топа. Служат для поддержания лонга-салингов.

## Ш
- Шаутбена́хт (от нидерл. schout-bij-nacht — «ночной наблюдатель») — адмиральский чин в русском флоте в первой половине XVIII века; соответствовал чину контр-адмирала. В походе находился на головном корабле и следил за обстановкой.
- Шварто́в (шварто́вый коне́ц[62], от нидерл. zwaartouw[149]) — причал, канат, перлинь, шейма, косяк, которым корабли в гавани чалятся к палам и сваям[150], растительный, синтетический, стальной трос (иногда — цепь), с помощью которого судно закрепляют у пристани (или стапеля)[151]. Швартовые концы могут иметь (или не иметь) петлю (огон) на конце[152].
- Шварто́вка — подход и закрепление судна с помощью канатов (тросов) к причалу, пирсу, бочке, стенке или набережной или другому судну.
- Шварто́вное устро́йство — шпили, кнехты, клюзы, киповые планки, вьюшки, предназначенные для удержания судна у причала или борта другого судна.
- Швица́рвень[62] (от нидерл. zwichtserving[153]) — железное крепление вант.
- Швиц-са́рвень-строп — строп, при помощи которого стягиваются нижние ванты под марсом, когда путенс-ванты крепят к нижним вантам.
- Ше́сто́вая ми́на — тип морского минного оружия, имевший применение в конце XIX века. Представлял собой заряд взрывчатого вещества, расположенного на конце длинного шеста.
- Ширстре́к (ширстре́чный по́яс, от англ. sheerstrake) — верхний пояс наружной обшивки корпуса судна, граничащий с главной палубой.
- Ши́льдик — номерок на двери с названием помещения на судне.
- Шифтингбордс — сплошной ряд досок проходящих по всей длине судна от носа до кормы. Предназначен для препятствования смещению сыпучих грузов при качке.
- Шка́нцы (от нидерл. schans[154] — «вязанка хворосту») — помост или палуба парусного судна на 1 уровень выше шкафута в корму от него, где находились вахтенные офицеры и устанавливали компа́сы. Позднее «шканцами» называли часть верхней палубы военного корабля между грот- и бизань-мачтами. Шканцы считали почётным местом на корабле, там зачитывали перед строем манифесты, приказы, приговоры. На шканцах запрещали садиться и курить всем, кроме командира (капитана) корабля и флагмана.
- Шкато́рина — кромка паруса[1], обшитая ликтросом.
- Шкафу́т (от нидерл. schavot — «стеллаж; эшафот») на кораблях и судах — часть верхней палубы от фок-мачты до грот-мачты. В парусном флоте так называли широкие доски, уложенные горизонтально вдоль бортов деревянных парусных кораблей для прохода с бака на квартердек или шканцы.
- Шке́нтель — короткий трос с коушем или блоком, служащий для подъёма шлюпок или груза[155].
- Шке́нтель с му́сингами — растительный трос, на котором через каждые 30−40 сантиметров сделаны особые узлы-мусинги. Служит для лазания вместо трапов, например, в шлюпку, стоящую под выстрелом.
- Шкентро́сы — короткие верёвки, которые одним концом крепят за люверсы у малых оснований подвеской койки, а другим соединяют у колец, имеющих штерты.
- Шкерт — короткий тонкий трос или линь, применяемый для каких-либо вспомогательных целей[156].
- Шкив — колесо, сделанное из металла или бакаута, насаженное на ось и имеющее по наружной цилиндрической поверхности жёлоб (кип) для троса.
- Шкимушга́р (шки́мушка[62], шки́мка, от нидерл. schiemansgaren[157]) — канат в двойную нить, однопрядный линь, свитый из бородочной пеньки[158]. Обычно свивают из двух или трёх каболок и скручивают в клубок. С помощью его делают клетневание тросов.
- Шки́пер (от нидерл. schipper) — содержатель корабельного имущества и материального снабжения военного корабля, капитан коммерческого парусного судна.
- Шкот: 1) от нидерл. sсhооt[159] — снасть, закреплённая за нижний угол прямого или нижний задний угол косого паруса (шкотовый угол) и проведённая в направлении к корме судна. Шкоты удерживают в желаемом положении нижнюю шкаторину паруса. «Шкотами» также называют снасти, закреплённые за верхние углы аварийного пластыря; 2) от schuit[159] — плоскодонное грузовое речное судно.

- Шкотовый узел — часть снасти «шкот».
- Брам-шкотовый узел — часть снасти «шкот».

- Шлаг — петля троса, образующаяся при обнесении его вокруг какого-либо предмета[160].
- Шлагов — железный или деревянный брус, вставленный в шпор стеньги для удержания её на месте.
- Шлагто́в (от нидерл. slothout[161]) — брус, служащий чекой в соединении стеньги с мачтой и брам-стеньги со стеньгой[162].
- Шлюз (от нидерл. sluis[163]) — запруда.
- Шлюп (от нидерл. slоер[164]) — 1) Шлюп — парусный боевой корабль XVII — середины XIX веков с рейтингом 20—24 пушек или ниже; 2) Шлюп — эскортный корабль в британском флоте XX века, не предназначенный для действий в составе эскадры; 3) Шлюп — тип парусного вооружения.
- Шлюпба́лка — стальные либо деревянные прямые или изогнутые балки с талями, укреплёнными у бортов судна; служат для спуска шлюпок на воду и их подъёма.
- Шпанго́ут (от нидерл. spanthout[165] — «ребро» и «дерево») — ребро судового остова. На малых деревянных судах делают из деревьев, имеющих уже естественную кривизну; на больших собирают из отдельных кусков дерева (футоксов); на металлических — из угольников, приклёпанных (или приваренных) к обшивке. Шпангоут может иметь правую и левую части (правый и левый тимберсы); каждый из тимберсов делят на нижнюю часть (флортимберс) и верхнюю (топтимберс).
- Шпига́т — отверстие в палубе для слива скопившейся воды за борт[1] и снабжённое шпигатной трубой.
- Шпиль — большой ворот с вертикальной осью, служащей для подъёма якоря и выбирания швартовных концов.
- Шпиро́н — то же, что и таран у броненосных кораблей XIX и начала XX веков. Иногда — съёмный. В устаревшем значении — острый, выдающийся вперёд длинный нос галеры. В широком смысле может относиться к чему-либо длинному, выступающему, острому (шпор, шпора, шип)[166].
- Шпор — нижний конец мачты или стеньги, её «пятка». Противоположен топу.
- Шпринг — трос, заведённый в скобу станового якоря или взятый за якорь — цепь, для удержания судна в заданном направлении с целью наиболее эффективного использования бортовой артиллерии. Также — швартов, поданный с носа и заложенный в районе кормы или, наоборот, поданный с кормы в район носа.
- Шпрингто́в (от нидерл. spriettouw) — канат, который служит для натягивания паруса, нижний конец его — внизу мачты, а верхний — в верхнем углу паруса[167].
- Шпрюйт — простая снасть, служащая для отведения на ветер наветренной шкаторины прямого паруса на острых курсах[168]. Шпрюйт крепят к кренгельсам булиня шкаторины. На ветер шпрюйт оттягивает булинь-шпрюйт.
- Шрапне́ль — артиллерийский снаряд, снаряжённый готовыми поражающими элементами (сферические пули, стержни и другое), с дистанционным взрывателем и дымообразующим составом. Обладал значительной эффективностью для поражения живой силы. Утратил значение в начале 40-х годов XX века, уступив место осколочным и осколочно-фугасным снарядам.
- Штаг (от нидерл. stag[169]) — снасть стоячего такелажа, поддерживающие в диаметральной плоскости вертикальные рангоутные деревья (мачты, стеньги).
- Штанда́рт — флаг главы государства, поднимаемый в месте его пребывания. Официально принят при Петре I.
- Ште́вень — прочный брус в носовой и кормовой оконечностях корабля.
- Штерт (от нидерл. staart[170]) — короткий тонкий трос или линь, применяемый для каких-либо вспомогательных целей.
- Штиль (от нидерл. stil[171]) — тихо, безветренно.
- Штирбо́рт — правый борт; архаизм; называли так потому, что рулевое весло (кормило) навешивалось на правый борт (от нидерл. schturen — «управлять»; сравн. бакборт).
- Шток (от нем. Stock — «палка»[172][173]) — всякий шест (древко), имеющий специальное назначение[174].
- Шторм (от нидерл. storm[175]) — буря.
- Штормтра́п — верёвочная лестница с деревянными ступеньками, опущенная по наружному борту или подвешенная к выстрелу и служащая для подъёма на корабль.
- Шту́рман — помощник капитана, специалист по кораблевождению.
- Штуртро́с — трос, основанный между штурвалом и румпелем и проходящий через ряд неподвижных блоков. Служит для передачи усилий от штурвала к румпелю и через него к рулю.
- Штык (от нидерл. steek[176] — «узел») — узел известного образца, которым особенно связываются толстые верёвки, перлиня́, ка́бельтовы, канат привязывается к якорному рыму[177].
- Штыкбо́лт (штыкбоут[177]) — тонкая снасть, которой подтягивают баковые шкаторины парусов, когда у последних берутся рифы.
- Штыкболтный — матрос, находящийся у штыкболта[1].
- Шха́нечный журна́л — основной официальный документ на судах русского парусного флота. В шханечный журнал непрерывно, с момента вступления судна в кампанию в хронологической последовательности записывали все события, происходившие на судне во время плавания или его стоянки на якоре. В 1869 году был переименован в вахтенный журнал.
- Шхе́рный флот (галерный флот, гребной флот) — соединения боевых и вспомогательных судов, основным движителем которых были весла. Предназначался для действий в шхерных районах, лиманах. В состав гребного флота входили галеры, скампавеи, бригантины, дубель-шлюпки (см. гребное судно).
- Шкербо́т (шербо́т, шхербо́т, от нидерл. sсhееrbооt[178]) — лодка, баркас для плавания в шхерах.
- Шхе́ры (от швед. skär[179]) — скопление в прибрежном районе небольших, в основном скалистых островков, разделённых узкими проливами, надводных и подводных скал и камней. Распространены у берегов Финляндии, Швеции, Норвегии, Шотландии, Канады. Ширина шхер — до 100 миль.

## Э
- Эволю́ция (от лат. evolutio — развёртывание) — синхронное перестроение кораблей (или подразделений) в едином строю: из одного боевого (или походного) порядка в другой.
- Эзельгофт (нидерл. ezel gooft — ослиная голова) — деревянная или металлическая соединительная обойма с двумя отверстиями; одним отверстием надевается на топ мачты или стеньги, а во второе выстреливается (пропускается) стеньга или брам-стеньга. По форме эзельгофта можно определить, на каких верфях был построен парусник. Англичане и американцы изготавливают эзельгофт в виде параллелепипеда, у французов он сверху полукруглый. Голландцы выполняют его в виде ослиной головы. На парусниках русской постройки чаще можно увидеть голландский эзельгофт, чем английский.
- Энтер-дрек — небольшой ручной якорь-кошка. При абордаже бросался на неприятельское судно для более надёжного сцепления с ним.
- Эска́дра (фр. escadre) — крупное соединение военных кораблей различных классов.

## Ю
- Ю́зень (гю́зинг) (от нидерл. huizing[180]) — верёвка из трёх пеньковых прядей.
- Ю́нга (от нидерл. jongen[181] — «мальчик») — подросток, обучающийся морскому делу и исполняющий обязанности матроса[1].
- Ют (от нидерл. hut[182] — «ют, каюта») — кормовая часть верхней палубы судна или кормовая надстройка на судне.
- Ю́ферс (от мн. ч. нидерл. juffers[183]) — круглый деревянный блок без шкива с тремя сквозными дырами. На старинных парусных кораблях юферсы ввязывались в нижние концы вант.

- Юферсный узел.

## Я
- Я́корный кана́т (см. перту́линь).
- Я́корь (корабе́льный я́корь) — приспособление для удержания судна на месте. Якорь, на который судно обычно становится называется «становым».
  - Якорный узел.
- Я́корь-ко́шка — якорёк о четырёх (иногда о трёх, пяти) лапах, широко распространённый тип якорей для судов и лодок и специальное приспособление (изделие) для абордажа или штурма стен укреплений.
- Я́хта (от нидерл. jасht[184]).